# Peugeot 404
Pour les articles homonymes, voir 404 (homonymie).
 (avril 2023).
Si vous disposez d'ouvrages ou d'articles de référence ou si vous connaissez des sites web de qualité traitant du thème abordé ici, merci de compléter l'article en donnant les références utiles à sa vérifiabilité et en les liant à la section « Notes et références ».
La Peugeot 404 est une automobile conçue par le constructeur français Peugeot et produite de mai 1960 à octobre 1975. En mai 1962, elle devient la première berline française de série ainsi que le premier coupé/cabriolet équipé d'un moteur à injection.
Elle disparaît du catalogue français en octobre 1975, à l'exception de la camionnette, commercialisée en France jusqu'en 1979. Toutefois, sa production se poursuit à l’étranger pendant plusieurs années : les dernières 404, des utilitaires, sont assemblées en 1988 dans l’usine de Mombasa, au Kenya.

## Historique

### Projet
En avril 1955, la firme de Sochaux dévoile la 403 au Palais de Chaillot, à Paris. Six mois plus tard, Citroën frappe un grand coup en lançant la DS lors de la 45e édition du Salon de l'automobile au Grand Palais. Face à cette avancée technologique, la direction de Peugeot réagit rapidement,.
Dès la fin de l’année 1955, elle décide de lancer en urgence l’étude d’une remplaçante pour la 403 : un modèle haut de gamme de 9 CV, baptisé « projet 103 » ou « 404 N ». Son design reste classique, mais intègre une touche de modernité. Une motorisation V8 ainsi que des suspensions hydrauliques et oléopneumatiques sont envisagées, mais vite abandonnées, notamment en raison de brevets déposés par Citroën et de la complexité technique qu’elles impliquent.
Alors que l’Europe traverse la crise du canal de Suez, Peugeot fait le pari audacieux d’une berline familiale, qui sera plus tard rebaptisée « Peugeot 404 ».

Satisfaite de sa première collaboration avec le carrossier italien Pininfarina, qui a dessiné la 403, la direction de Peugeot lui confie également l’étude de la carrosserie de la 404, tout en imposant un délai de conception réduit. Pinin Farina propose alors un style inspiré du design américain Googie, caractérisé notamment par des ailerons arrière effilés. Il a déjà appliqué cette esthétique à plusieurs modèles, comme la Fiat 1800/2100 et la Seat 1400C, ainsi qu’à des véhicules de la BMC britannique, tels que l’Austin A99 Westminster et la Morris Oxford Farina (en). Pour éviter une trop grande ressemblance entre ces modèles, quelques ajustements sont apportés, et la carrosserie de la 404 est finalisée en un temps record : en seulement trois mois. En octobre 1957, Pinin Farina livre à Peugeot un premier prototype. L’année suivante, ce prototype prend la route et parcourt le trajet depuis les bureaux de Pininfarina à Turin (Italie) jusqu'à l'usine de Sochaux (France).

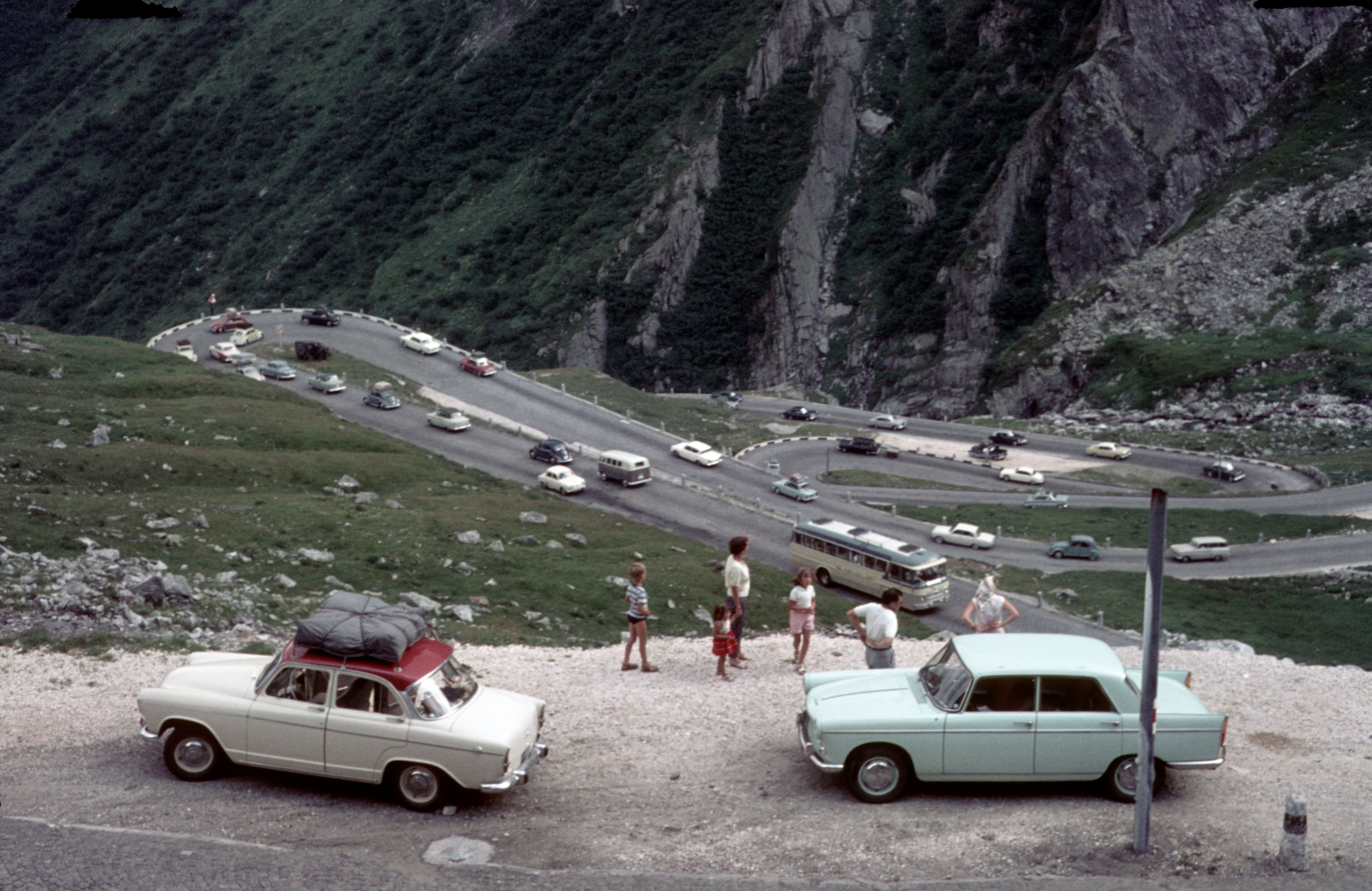
La route de la Tremola, au col du Saint-Gothard en Suisse, durant l’été 1962, avec, au premier plan, une Simca Aronde P60 et une Peugeot 404.

La partie propulsion reprend celle de la 403, avec un bloc-moteur en fonte, quatre cylindres en ligne, trois paliers et une culasse en alliage léger Alpax dotée de chambres de combustion hémisphériques. La distribution s’effectue par un arbre à cames latéral. Toutefois, la cylindrée est portée à 1,6 litre grâce à une augmentation de l’alésage de 4 mm, et surtout en inclinant le bloc à 45° (« couché » sur la droite). Cette configuration permet d’atteindre une puissance de 65 ch DIN.
En 1963, pour offrir au coupé/cabriolet et à la berline des performances dignes d’une grande routière, ce moteur voit son rapport volumétrique porté à 8,8 et reçoit une injection indirecte, portant ainsi sa puissance à 80 ch DIN.
Côté aménagement, la ligne du pavillon est abaissée, avec une hauteur de 1,40 m, tandis que la visibilité est optimisée grâce à un pare-brise panoramique enveloppant les angles. Les montants affinés réduisent les angles morts, et la lunette arrière bombée est fabriquée en verre sécurit. L’équipement intérieur se veut particulièrement soigné : un système de chauffage/ventilation perfectionné, une montre électrique, un thermomètre d’eau, un compteur kilométrique totalisateur et partiel, un éclairage de tableau de bord à intensité variable, des essuie-glaces avec lave-glace à deux jets, des pare-soleil avec miroir côté passager, des vide-poches, deux cendriers (avant et arrière) ainsi qu’un éclairage plafonnier automatique. Autant d’éléments qui permettent à Peugeot de qualifier la 404 de véritable « salon roulant ».

### Présentation
Le 9 mai 1960, au Pré Catelan, Peugeot dévoile en avant-première la nouvelle 404 à une sélection de journalistes. Pour l’occasion, l’actrice Sophie Desmarets est invitée à effectuer un essai de conduite.
Le 10 mai, à l’usine Peugeot de La Garenne-Colombes, les principaux directeurs de la marque prennent le volant de 200 berlines ivoire et traversent Paris en suivant un parcours prédéfini,.
Le 11 mai 1960, Peugeot lance officiellement la production de la 404.
Le 13 mai, au nouveau Palais des Sports de la Porte de Versailles, la marque présente à la presse et aux concessionnaires la 404 « Grand Tourisme ». Les 200 berlines ivoire sont à nouveau mises à disposition des journalistes. Les couleurs proposées sont audacieuses : rouge tango, gris tourterelle et bleu lagon.
En octobre 1960, la 404 devient la vedette du 47e Salon de l’automobile de Paris, qui se tient au Grand Palais.

### Les versions

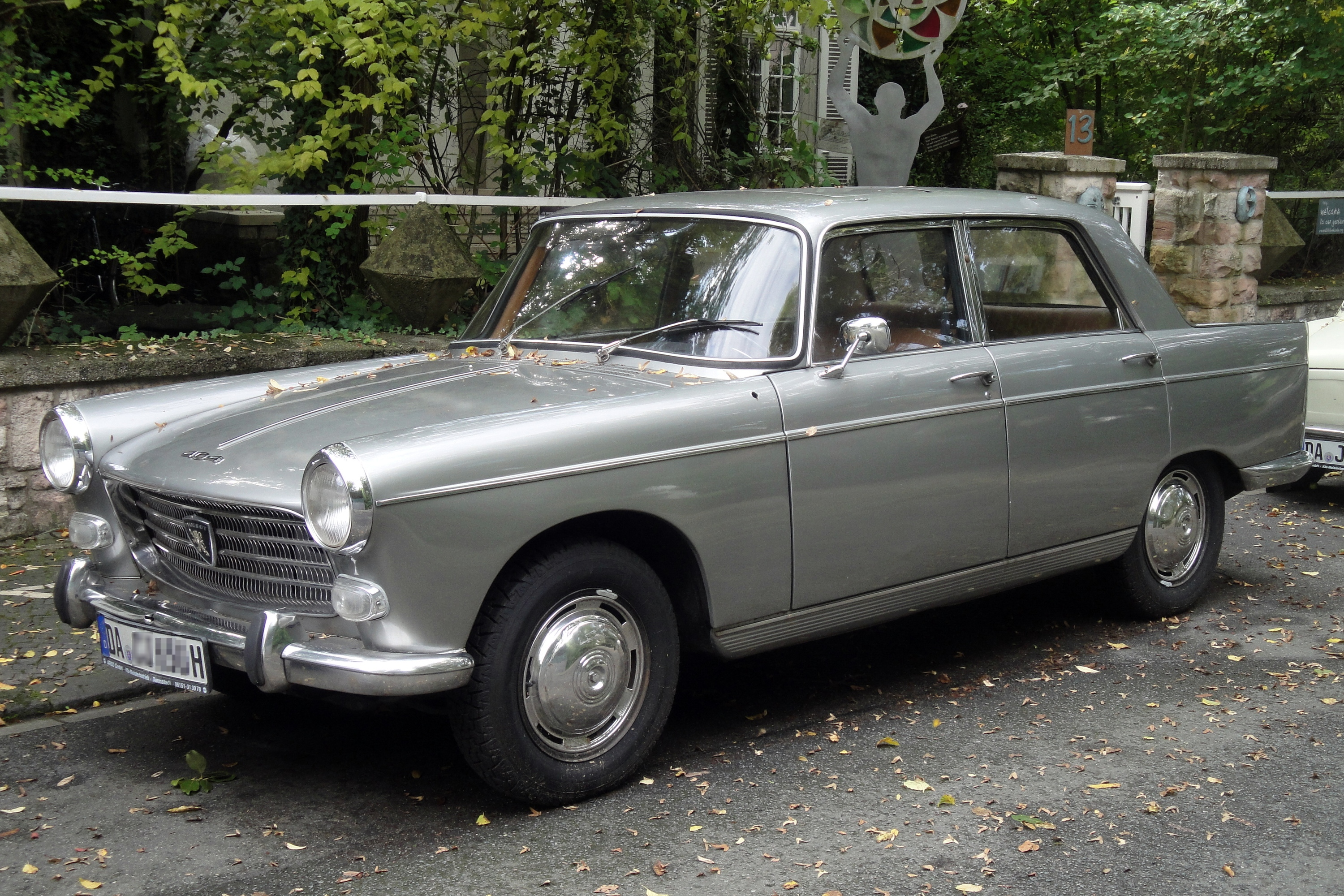
Peugeot 404 berline "Super Luxe" de 1964

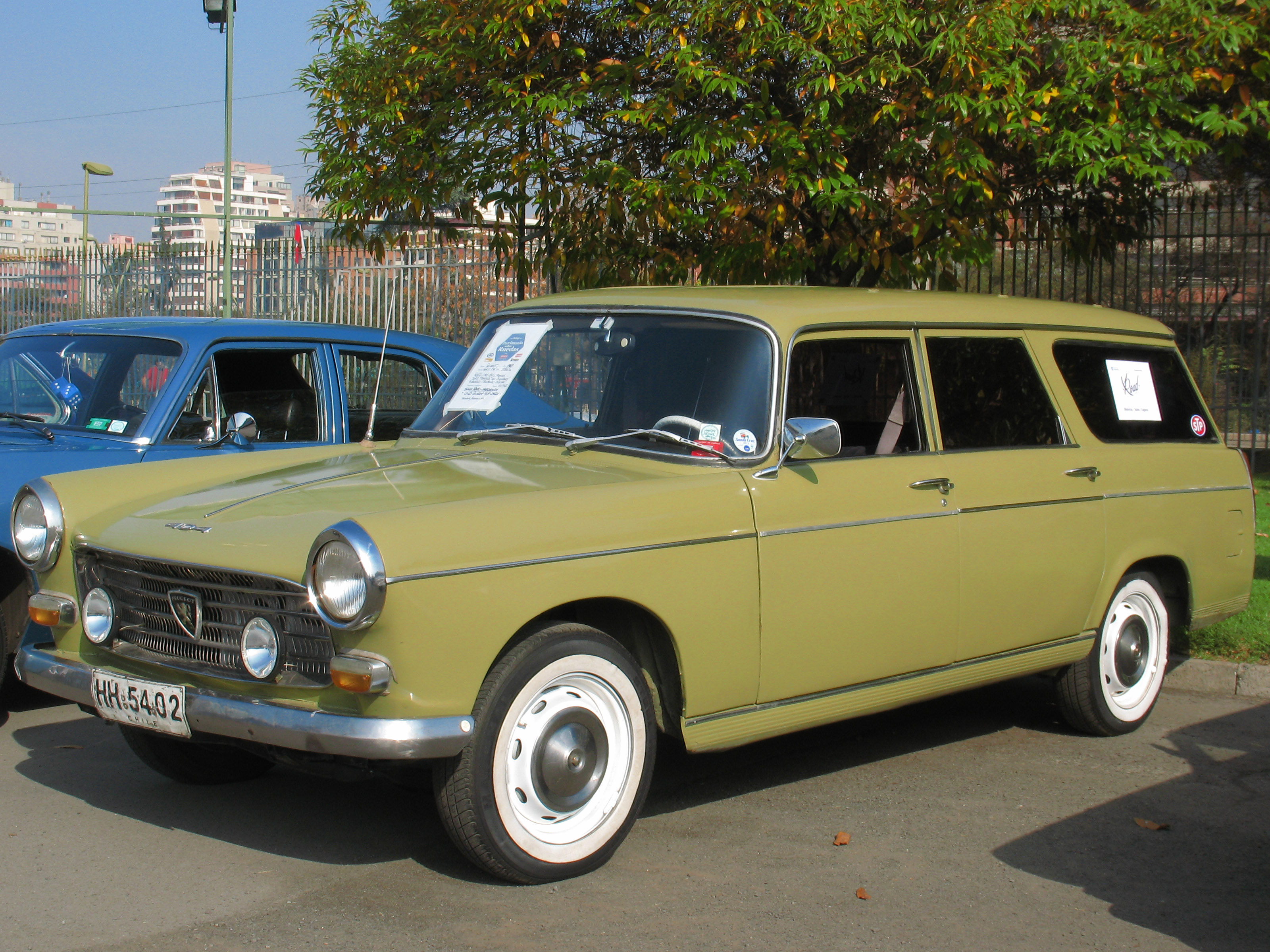
Peugeot 404 L Familiale de 1969

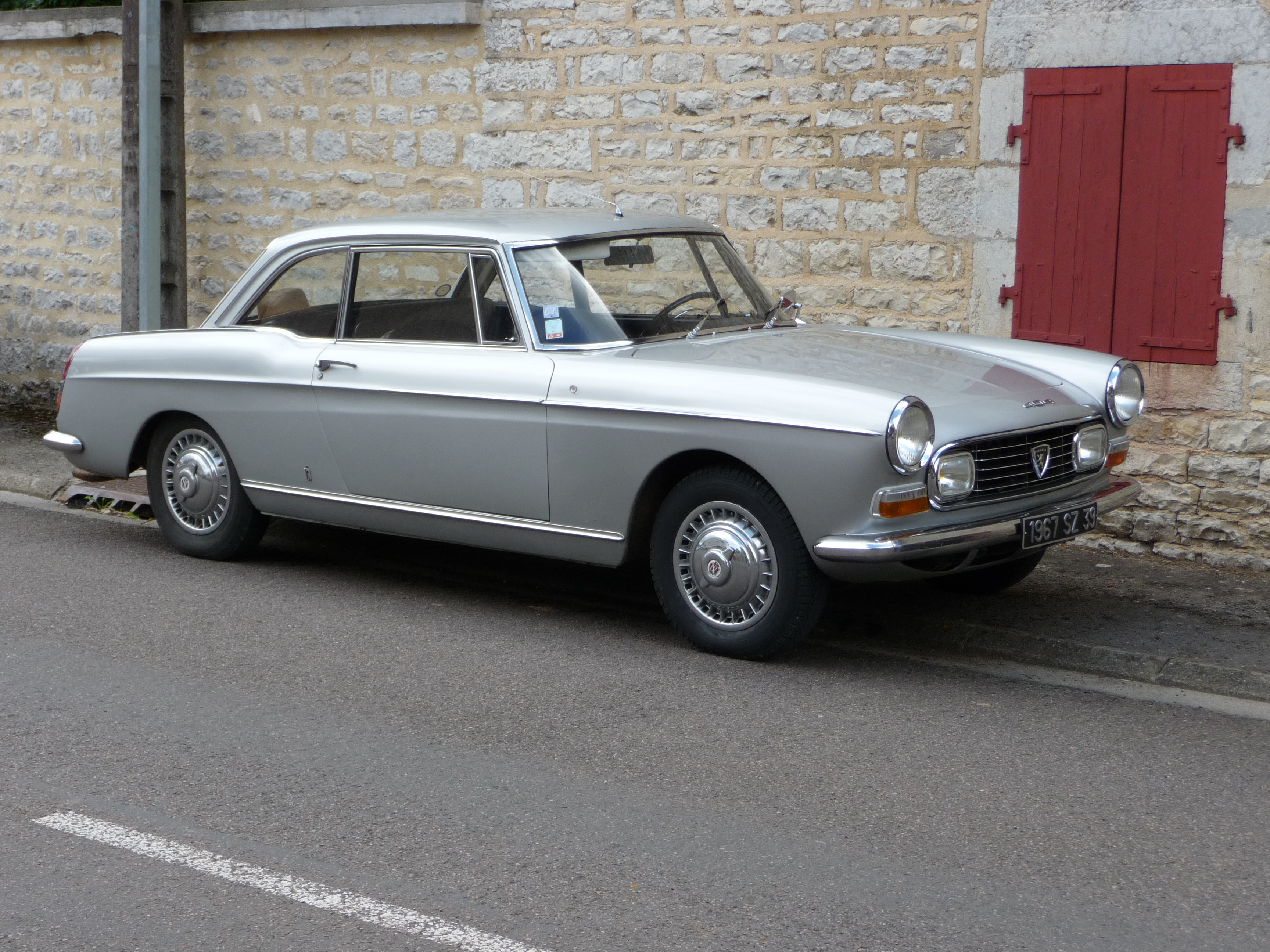
Peugeot 404 coupé

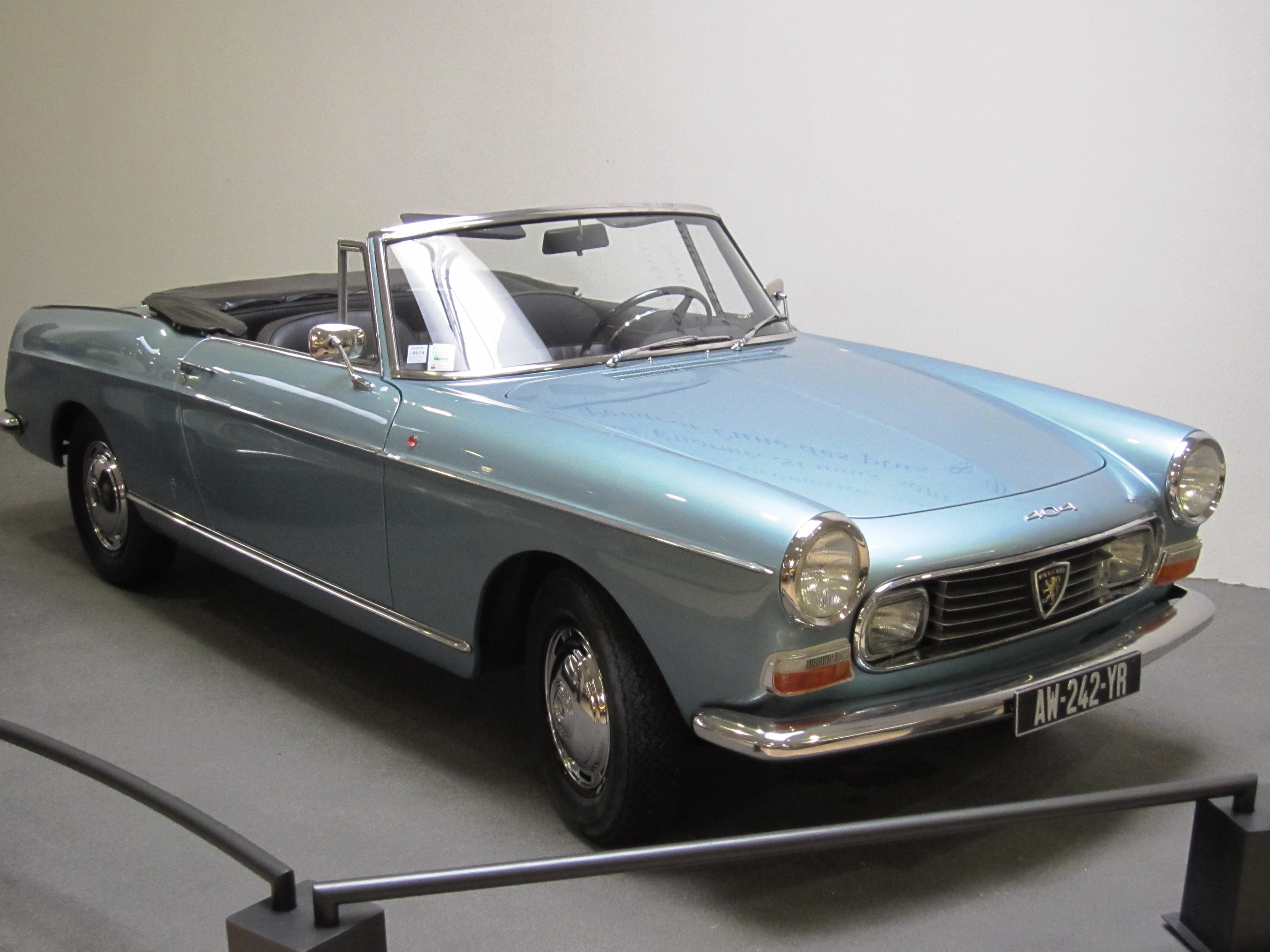
Peugeot 404 cabriolet

En décembre 1960, Peugeot présente la 404 « Super Luxe », une version haut de gamme avec finition soignée : peinture gris métallisé (initialement disponible dans une seule teinte), enjoliveurs de phares chromés, enjoliveurs de roues intégraux, sellerie en cuir fauve, planche de bord noire, accoudoir aux places avant et tapis moquette avant. Ce modèle est disponible uniquement avec toit ouvrant. Le même mois, Peugeot lance la production des premières berlines 404 Export USA, destinées au marché nord-américain.
En mars 1961, au Salon de Genève, Peugeot présente un nouveau système d'alimentation moteur par pompe à injection indirecte, développé par l'entreprise munichoise Kugel-Fischer Georg Schäfer & Co. Avec un rapport volumétrique porté à 8,5:1 sur les modèles préséries, puis à 8,8:1 sur les versions de série, ce système augmente la puissance du moteur de 1 618 cm3 à 85 ch SAE et son couple à 14 mkg. C’est également à ce salon que la 404 Export USA fait sa première apparition.
En septembre 1961, Peugeot présente son nouveau modèle : la 404 Cabriolet, d'abord disponible avec moteur à carburateur, puis, en septembre 1962, avec injection.
En septembre 1962, deux nouveaux modèles de carrosserie Break sont lancés : la 404 Limousine Familiale et la 404 Limousine Commerciale, disponibles en version moteur à essence ou Diesel.
En octobre 1962, au Salon de Paris, Peugeot dévoile la 404 Berline Super Luxe à injection ainsi que la 404 Coupé, également dessinée et carrossée par Pininfarina.
En mars 1963, la 404 Berline Diesel fait son apparition. La 404 Coupé bénéficie d'une augmentation de puissance grâce à un moteur à vilebrequin à cinq paliers, et une assistance au freinage est installée. Ces deux améliorations seront par la suite généralisées.
En octobre 1964, Peugeot présente la 404 Break Limousine Familiale Super Luxe.
À la fin de l’année 1966, Peugeot produit une 404 Ambulance « Carrier » à la suite d'un accord avec le carrossier Carrier d'Alençon. En parallèle, la 404 Cabriolet subit des modifications visuelles et mécaniques : une nouvelle capote avec une lunette arrière plus grande, une calandre revue avec des phares longue portée rectangulaires incrustés, des clignotants avant agrandis, un tableau de bord avec trois cadrans, un moteur plus puissant et l’installation d’une barre antiroulis à l'arrière.
En juillet 1967, Peugeot présente la camionnette 404 U8, équipée au choix d’un moteur à essence ou Diesel, offrant une charge utile de 850 kg. Elle est disponible en version bâchée ou plateau cabine et remplace la 403 U8.
En octobre 1967, au Salon de l'Automobile de Paris, Peugeot dévoile la berline 404/8 Confort, dotée d’un moteur de 8 CV. Elle se distingue de la version 9 CV par des aménagements simplifiés, comme des pare-chocs sans butoirs et un tableau de bord linéaire sans montre. Ce modèle est la version « grand public » d'une 404 lancée en 1964, à l’origine destinée uniquement aux administrations.
À la même période, la 404 Cabriolet bénéficie de ses dernières modifications : une nouvelle boîte de vitesses manuelle BA7 et un nouveau volant.

### Le déclin
Prévue initialement pour juin 1968, la sortie de la nouvelle 504 est finalement reportée à septembre en raison des événements sociaux de mai. Elle devient alors la vedette du Salon de l'automobile de Paris en octobre de la même année. Son lancement marque le début du déclin de la gamme 404 : dès septembre 1968, Peugeot retire de son catalogue les versions Cabriolet et Coupé, dont les derniers exemplaires sont assemblés fin octobre. Les berlines à injection subissent le même sort.
En 1969, la berline Super Luxe cède sa place à la 404 Grand Tourisme à boîte automatique. Un an plus tard, en octobre 1969, la 404/8 Confort disparaît à son tour.
En septembre 1971, Peugeot retire les breaks "Familiale" et "Commerciale" de son catalogue, mais introduit la 404 fourgonnette U7, une version dépourvue de banquette arrière. Cette déclinaison ne rencontre cependant pas le succès escompté et disparaît à son tour en septembre 1972.
Toujours en septembre 1972, Peugeot lance les camionnettes 404 U10 et U10D, disponibles en versions essence et Diesel, avec une charge utile de 950 kg.
En mai 1975, la production des berlines cesse, et elles sont retirées du catalogue français en octobre.
En juin 1979, Peugeot met un terme à la fabrication de la camionnette en France, mais sa production se poursuit à l'étranger, notamment dans l'usine de Mombasa, au Kenya. L'année suivante, la marque arrête la production de la 404 Diesel destinée au marché argentin.
Finalement, entre 1988 et 1989, Peugeot met fin à la fabrication de la camionnette 404 pour l'exportation.

## Les différentes versions

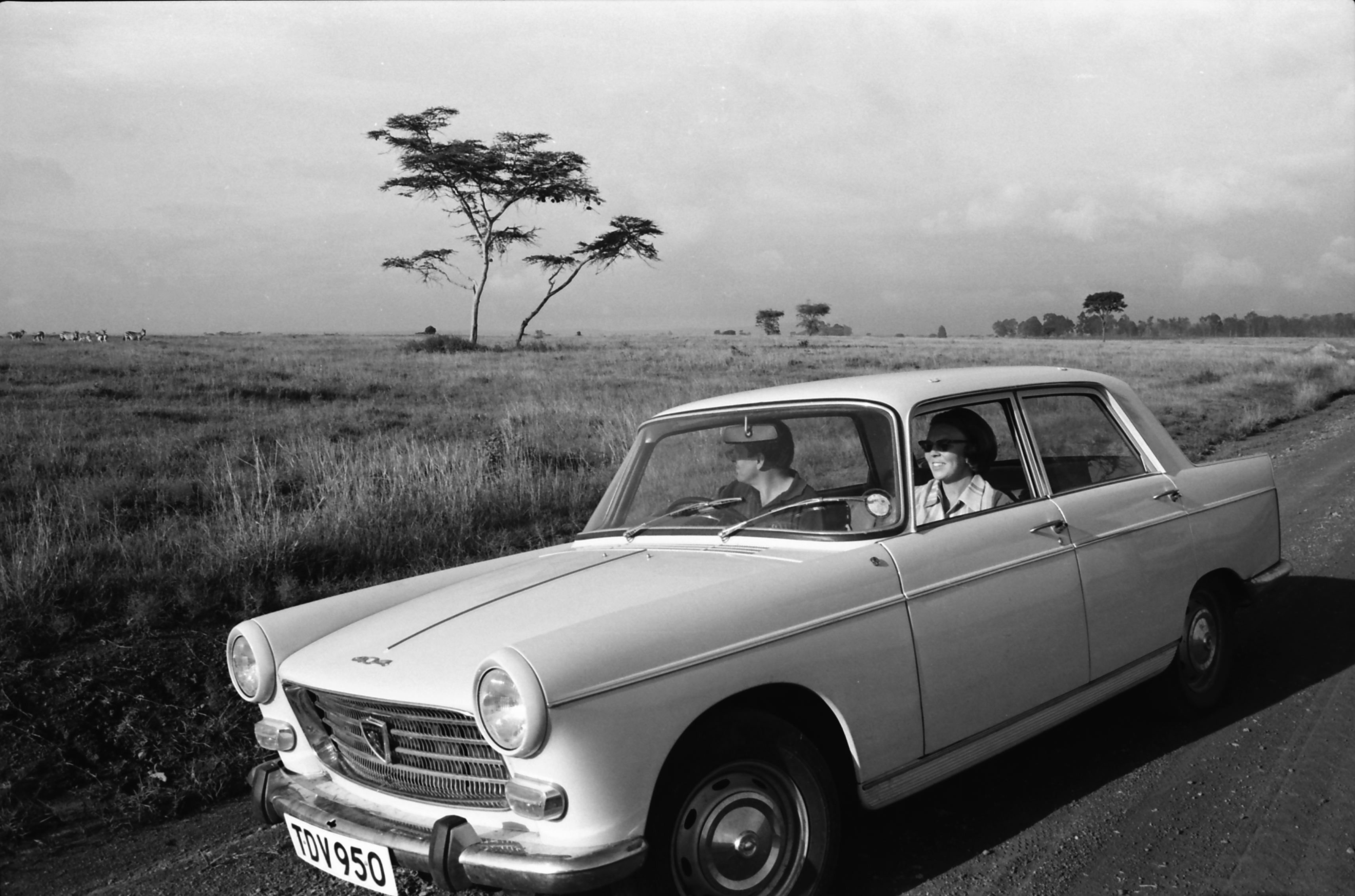
404 en Afrique du Sud avec conduite à droite.

La 404 se décline en de nombreuses carrosseries : berline, break, coupé, cabriolet, pick-up, camionnette bâchée, plateau nu, fourgonnette et même en ambulance carrossée par Carrier,.

Elle adopte également plusieurs motorisations, allant des moteurs essence à carburateur ou à injection aux moteurs diesel.

### Berline (1960-1975)
| Carrosserie | Type           | Années    | Carburant | Puissance fiscale | Cylindrée | Alimentation             | Transmission                               | Places | Longueur | Largeur | Hauteur | Poids   |
| ----------- | -------------- | --------- | --------- | ----------------- | --------- | ------------------------ | ------------------------------------------ | ------ | -------- | ------- | ------- | ------- |
| Berline     | Grand Tourisme | 1960-1975 | Essence   | 9 CV              | 1 618 cm3 | Carburateur ou Injection | Classique, Coupleur Jaeger, ou Automatique | 5/6    | 4,42 m   | 1,62 m  | 1,45 m  | 1070 kg |
| Berline     | Super Luxe     | 1960-1969 | Essence   | 9 CV              | 1 618 cm3 | Carburateur ou Injection | Classique ou Coupleur Jaeger               | 5/6    | 4,42 m   | 1,62 m  | 1,45 m  | 1070 kg |
| Berline     | Export USA     | 1961-1970 | Essence   | 9 CV              | 1 618 cm3 | Carburateur              | Classique ou Automatique                   | 5/6    | 4,42 m   | 1,62 m  | 1,45 m  | 1070 kg |
| Berline     | 404 DA         | ?         | Diesel    | 7 CV              | 1 816 cm3 | ø                        | Classique                                  | 5/6    | 4,42 m   | 1,62 m  | 1,45 m  | 1150 kg |
| Berline     | 404 D          | 1963-1975 | Diesel    | 8 CV              | 1 948 cm3 | ø                        | Classique                                  | 5/6    | 4,42 m   | 1,62 m  | 1,45 m  | 1150 kg |
| Berline     | 404 A8         | 1963-?    | Essence   | 8 CV              | 1 468 cm3 | Carburateur              | Classique                                  | 5/6    | 4,42 m   | 1,62 m  | 1,45 m  | 1070 kg |
| Berline     | 404/8 Confort  | 1967-1969 | Essence   | 8 CV              | 1 468 cm3 | Carburateur              | Classique                                  | 5/6    | 4,42 m   | 1,62 m  | 1,45 m  | 1070 kg |

### Cabriolet (1961-1968)
| Carrosserie | Type    | Années    | Carburant | Puissance fiscale | Cylindrée | Alimentation | Transmission | Places | Longueur | Largeur | Hauteur | Poids   |
| ----------- | ------- | --------- | --------- | ----------------- | --------- | ------------ | ------------ | ------ | -------- | ------- | ------- | ------- |
| Cabriolet   | 404 C   | 1961-1968 | Essence   | 9 CV              | 1 618 cm3 | Carburateur  | Classique    | 5      | 4,49 m   | 1,68 m  | 1,43 m  | 1080 kg |
| Cabriolet   | 404 CKF | ?-1968    | Essence   | 9 CV              | 1 618 cm3 | Injection    | Classique    | 5      | 4,49 m   | 1,68 m  | 1,43 m  | 1080 kg |

### Break (1962-1971)
| Carrosserie              | Type             | Années    | Carburant | Puissance fiscale | Cylindrée | Alimentation | Transmission             | Places | Longueur | Largeur | Hauteur | Poids   |
| ------------------------ | ---------------- | --------- | --------- | ----------------- | --------- | ------------ | ------------------------ | ------ | -------- | ------- | ------- | ------- |
| Limousine Familiale      | 404 L            | 1962-1971 | Essence   | 9 CV              | 1 618 cm3 | Carburateur  | Classique                | 7/8    | 4,58 m   | 1,62 m  | 1,49 m  | 1175 kg |
| Limousine Familiale      | 404 L Super Luxe | 1964-1971 | Essence   | 9 CV              | 1 618 cm3 | Carburateur  | Classique                | 7/8    | 4,58 m   | 1,62 m  | 1,49 m  | 1175 kg |
| Limousine Familiale      | 404 LD           | 1962-1971 | Diesel    | 7 CV              | 1 816 cm3 | ø            | Classique                | 7/8    | 4,58 m   | 1,62 m  | 1,49 m  | 1250 kg |
| Limousine Familiale      | 404 LD           | 1962-1971 | Diesel    | 8 CV              | 1 948 cm3 | ø            | Classique                | 7/8    | 4,58 m   | 1,62 m  | 1,49 m  | 1250 kg |
| Limousine Commerciale    | 404 U6           | 1962-1971 | Essence   | 8 CV              | 1 468 cm3 | Carburateur  | Classique                | 5/6    | 4,58 m   | 1,62 m  | 1,49 m  | 1175 kg |
| Limousine Commerciale    | 404 U6D          | 1962-1971 | Diesel    | 7 CV              | 1 816 cm3 | ø            | Classique                | 5/6    | 4,58 m   | 1,62 m  | 1,49 m  | 1250 kg |
| Limousine Commerciale    | 404 U6D          | 1962-1971 | Diesel    | 8 CV              | 1 948 cm3 | ø            | Classique                | 5/6    | 4,58 m   | 1,62 m  | 1,49 m  | 1250 kg |
| Limousine Commerciale    | 404 U6A          | ?         | Essence   | 9 CV              | 1 618 cm3 | Carburateur  | Classique ou Automatique | 5/6    | 4,58 m   | 1,62 m  | 1,49 m  | 1175 kg |
| Fourgonnette Commerciale | 404 U7           | 1971-1972 | Essence   | 9 CV              | 1 618 cm3 | Carburateur  | Classique                | 3      | 4,58 m   | 1,62 m  | 1,49 m  | 1175 kg |

### Coupé (1962-1968)
| Carrosserie | Type    | Années    | Carburant | Puissance fiscale | Cylindrée | Alimentation | Transmission | Places | Longueur | Largeur | Hauteur | Poids   |
| ----------- | ------- | --------- | --------- | ----------------- | --------- | ------------ | ------------ | ------ | -------- | ------- | ------- | ------- |
| Coupé       | 404 C   | 1962-1968 | Essence   | 9 CV              | 1 618 cm3 | Carburateur  | Classique    | 5      | 4,49 m   | 1,68 m  | 1,38 m  | 1125 kg |
| Coupé       | 404 CKF | ?-1968    | Essence   | 9 CV              | 1 618 cm3 | Injection    | Classique    | 5      | 4,49 m   | 1,68 m  | 1,38 m  | 1125 kg |

### Camionnette (benne ou bâchée), (1967-1988)
| Carrosserie | Type     | Années    | Carburant | Puissance fiscale | Cylindrée | Alimentation | Transmission | Places | Longueur | Largeur | Hauteur | Poids   |
| ----------- | -------- | --------- | --------- | ----------------- | --------- | ------------ | ------------ | ------ | -------- | ------- | ------- | ------- |
| Camionnette | 404 U8   | 1967-1988 | Essence   | 8 CV              | 1 468 cm3 | Carburateur  | Classique    | ?      | 4,58 m   | 1,72 m  | 2,12 m  | 1210 kg |
| Camionnette | 404 U8D  | 1967-1988 | Diesel    | 8 CV              | 1 948 cm3 | ø            | Classique    | ?      | 4,58 m   | 1,72 m  | 2,12 m  | 1275 kg |
| Camionnette | 404 U10  | 1972-1988 | Essence   | 9 CV              | 1 618 cm3 | Carburateur  | Classique    | ?      | 4,58 m   | 1,72 m  | 2,12 m  | 1210 kg |
| Camionnette | 404 U10D | 1972-1988 | Diesel    | 8 CV              | 1 948 cm3 | ø            | Classique    | ?      | 4,58 m   | 1,72 m  | 2,12 m  | 1275 kg |

### Autres
- 404 Ambulance Carrier (1966)

## Caractéristiques

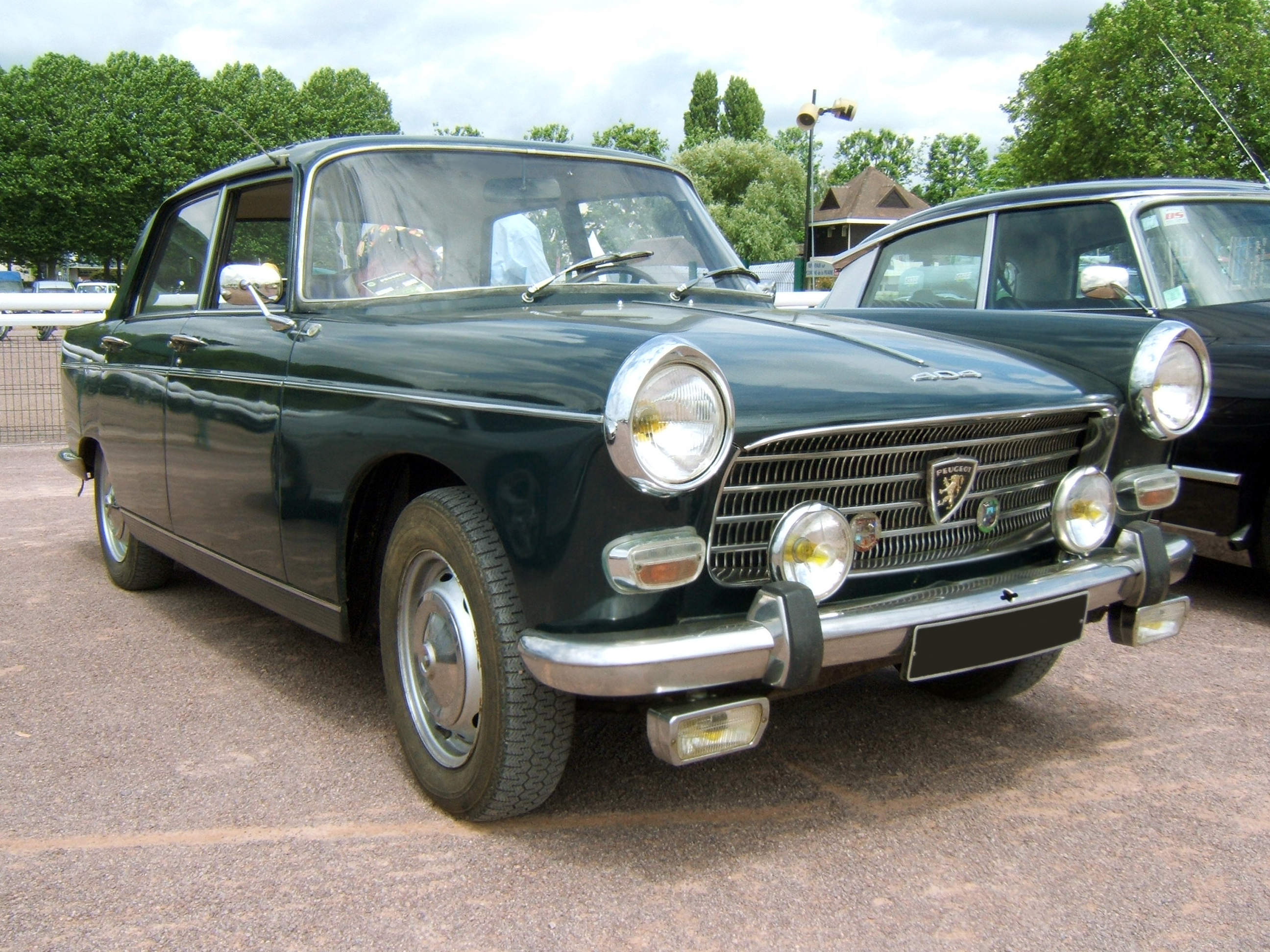
Peugeot 404 berline.

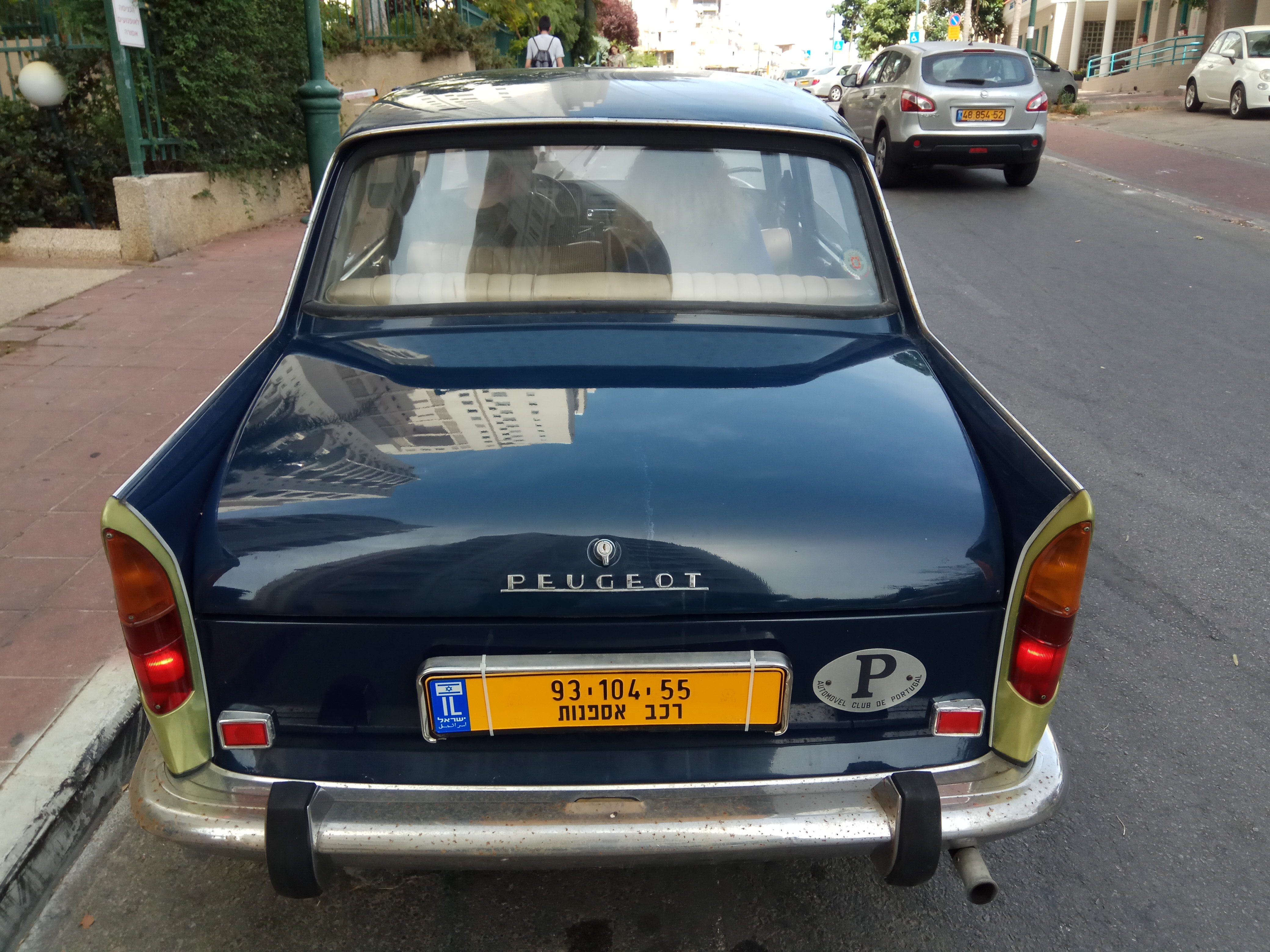
Empennage d'une Peugeot 404.

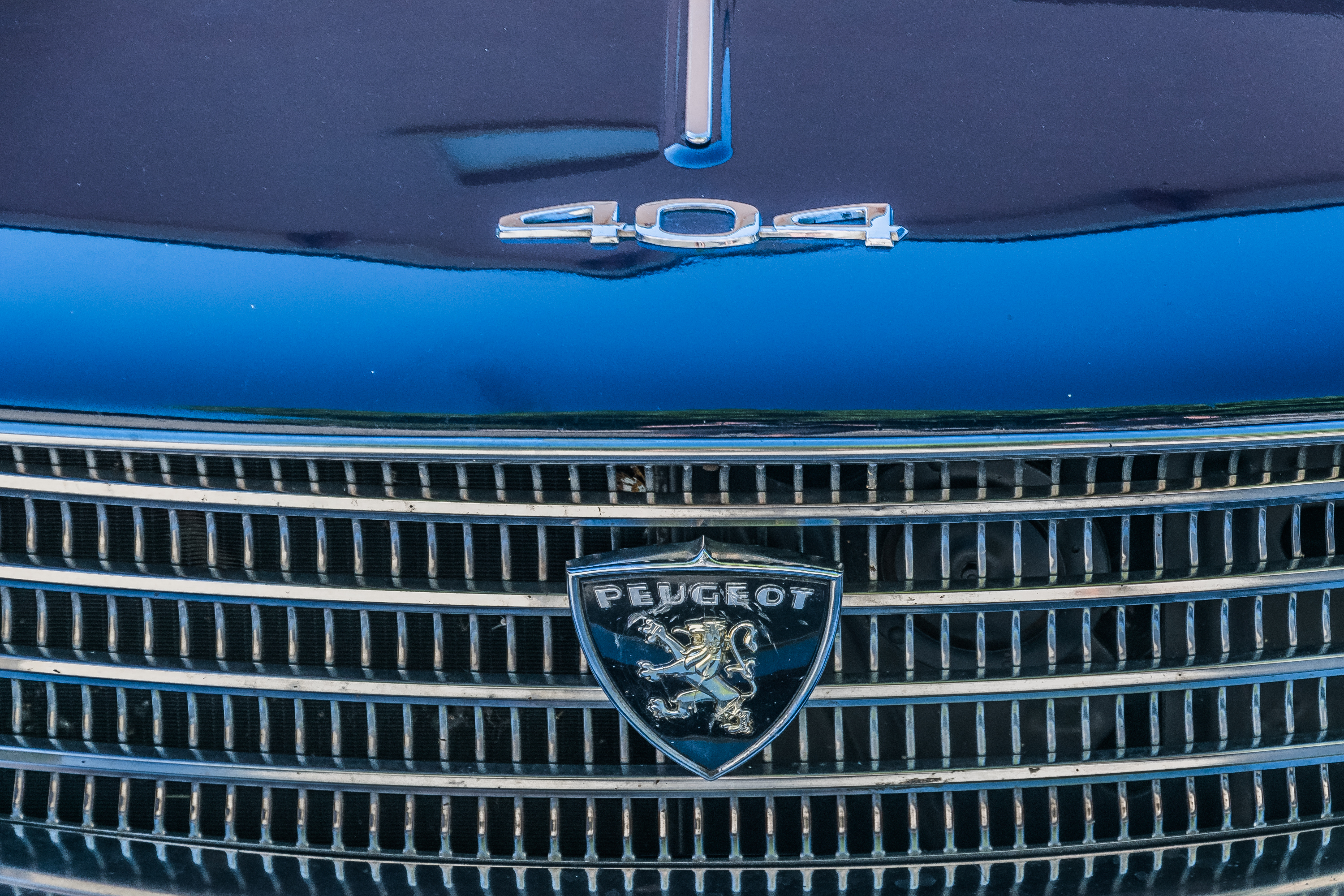
Logo et calandre

Si la 404 est, comme les précédentes Peugeot 203 et 403, une propulsion à essieu arrière rigide et levier de vitesse au volant, elle dispose de ressorts de suspensions avant hélicoïdaux (ressorts en spirale) à la place du traditionnel ressort transversal à lames présent depuis la 201.
Le style élégant et rectiligne de la 404, dessiné par Pininfarina, s'oppose aux rondeurs de la massive 403, et s'inspire de ceux des Austin A55 Cambridge/Morris Oxford et Fiat 1800/2100 de 1959, elles aussi dessinées par Pininfarina. La carrosserie de la 404 intègre les derniers éléments de style en vogue aux États-Unis : le pare-brise panoramique (avec retour sur les côtés) et l'aileron arrière, tous deux traités avec une grande sobriété par le designer italien. Les vitres latérales sont encore planes (elles ne deviendront bombées que sur la 504) et la surface vitrée totale est privilégiée grâce aux fins entourages plats des vitres (que l'on retrouvera sur toutes les futures Peugeot jusqu'à la 305) et grâce à la suppression des déflecteurs de portes avant avantageusement remplacés par de nouveaux aérateurs latéraux découpés de part et d'autre dans la planche de bord. Les aménagements intérieurs seront régulièrement revus afin d'améliorer sensiblement la sécurité passive (celle en cas d'accident).
Hormis un surprenant rouge tango, couleur de lancement, les premiers modèles se reconnaissent à des entourages de vitres chromés et à des jantes peintes à l'unisson de la carrosserie. Comme d'autres autos de cette période, les butoirs de pare-chocs inox se garniront par la suite de caoutchouc. La trappe à essence est astucieusement dissimulée derrière la plaque de police arrière. L'équipement diffère selon mode et variantes : les premières commerciales se passent de lave-glace tandis que les derniers cabriolets reçoivent sellerie cuir, projecteurs additionnels.
La nouvelle Peugeot 404 a été présentée à la presse automobile, le 9 mai 1960, celle-ci loue son confort de suspension et sa tenue de route. Elle sera plus sévère sur le freinage constitué de quatre économiques tambours, qui plus est, sans assistance, ce qui est courant à l'époque. Peugeot endormira la critique avec des tambours assistés dits thermostables en 1964 (quand même en option dans un premier temps) assortis de jantes ajourées. Ces freins étant d'une très grande efficacité (deux maîtres-cylindres avec un rapport d'assistance de sept pour trois à quatre actuellement) mais d'un entretien pointilleux, ils seront finalement remplacés (avec une assistance plus faible) en 1968 seulement, par des freins avant à disques déjà utilisés par la plupart des constructeurs. Par contre, l'innovation déjà entamée avec la 403 de commercialiser un moteur Diesel Indenor, largement utilisé comme taxi, n'aura jamais droit aux améliorations de freinage. Non seulement berlines comme breaks ou camionnettes Diesel conservent des freins à tambours non assistés, mais plus étrangement encore, des jantes non ventilées d'origine pourtant abandonnées quelques années auparavant subsistent.

### La 404 des records

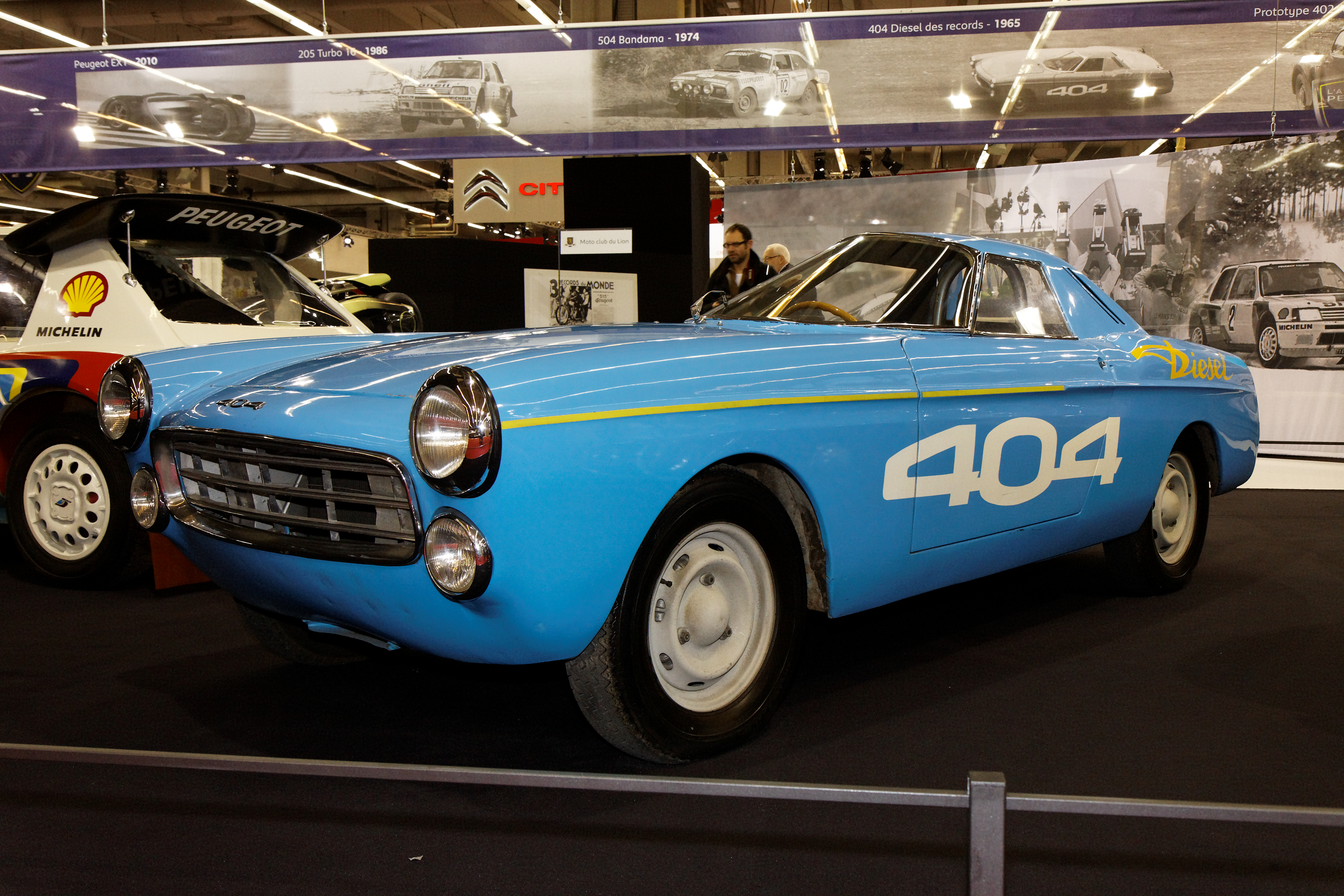
La 404 Diesel des records.

En 1965, un prototype basé sur le cabriolet est développé pour battre des records du monde avec un moteur Diesel (Catégorie A3 Groupe 3) sous deux versions (de classe 7). La voiture monoplace enchaînera quarante records sur l'anneau de vitesse de Montlhéry. Peugeot concurrencera ainsi Mercedes Benz avec une motorisation alors peu connue du grand public et non usitée en Europe, sinon par ces deux seuls constructeurs. Aujourd'hui cet exemplaire unique - N° Châssis 638033 Type 404D (Prototype) - est conservé au musée de l'Aventure Peugeot à Sochaux. Il fut conduit par Roger de Lageneste (membre de la famille Peugeot et pilote de course professionnel, voir détail de ses propres records), C. Besnardière, J. Gérard, Du Ginestoux, et Georges Tchekemian.
Principaux records :
- 5 000 km en 31 heures à 160 km/h de moyenne en juin (moteur 2 163 cm3).
- 11 000 km en 72 heures à 161 km/h de moyenne en juillet (moteur 1 948 cm3).

Selon les habitudes de la marque, la 404 en fin de carrière perdurera pendant plus de cinq ans dans des versions restreintes cherchant ainsi à favoriser les ventes des nouvelles 304 et 504.

## Production[11],[12]

### Lieux de production
- Peugeot 404 berline :

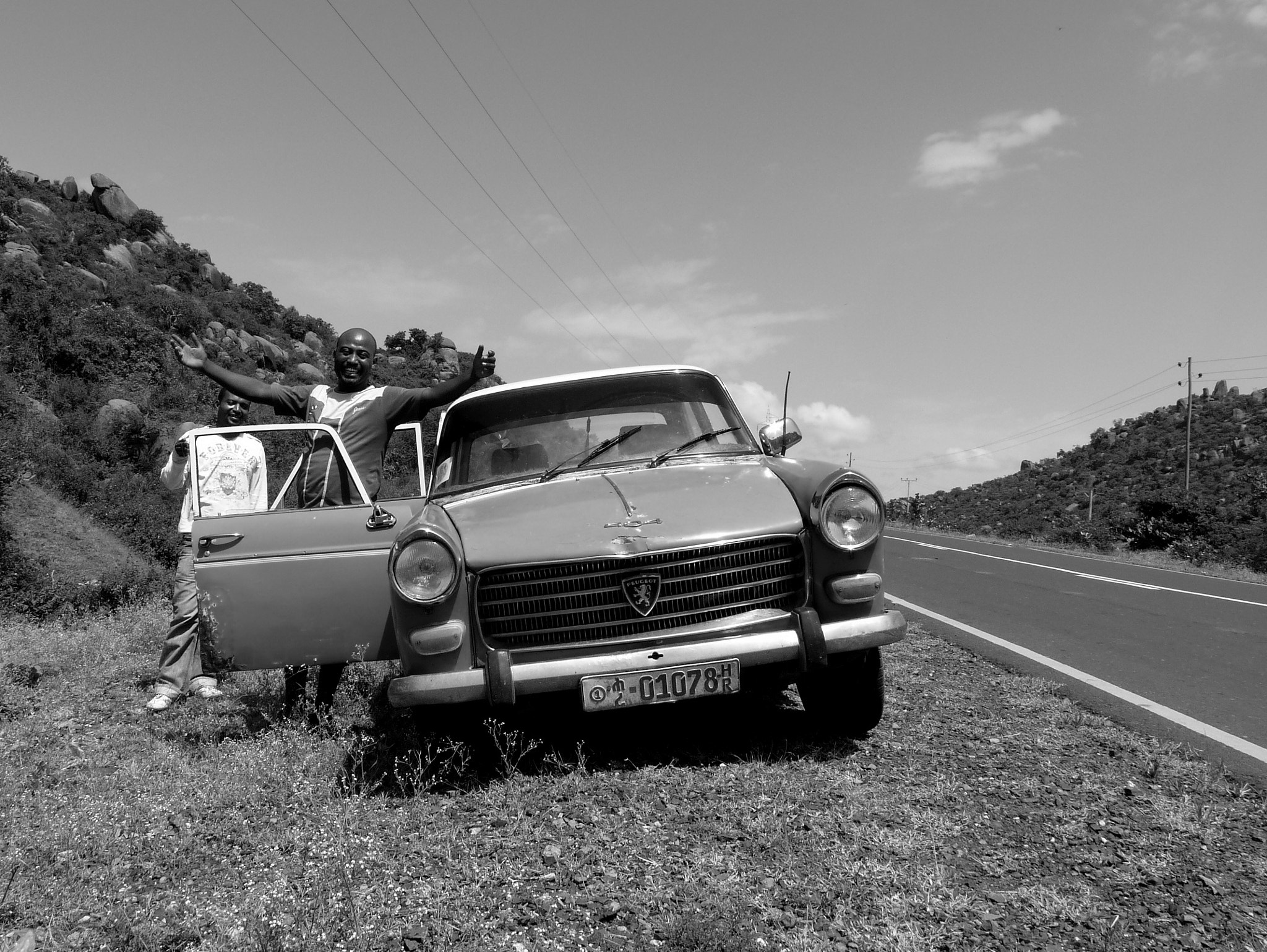
404 en Ethiopie

  - En France, à Sochaux puis à Mulhouse. Dans ces usines, les voitures sont assemblées à partir des pièces détachées (CKD) fabriquée en Afrique du Sud, Australie, Belgique, Canada, Chili, Irlande, Kenya, Madagascar, Malaisie, Nigeria, Nouvelle-Zélande, Pérou, Portugal, Rhodésie et Uruguay. (79 045 véhicules);
  - Au Canada dans l'usine Société de Montage Automobile (SOMA) de Saint-Bruno-de-Montarville au Québec (3 745 véhicules montés à partir de pièces détachées - CKD - entre 1966 et 1968);
  - Au Chili (14 892 véhicules);
  - En Uruguay, Pérou et Australie (8 600 véhicules);
  - En Nouvelle-Zélande (2 800 véhicules);
  - En Malaisie et Argentine : assemblage à partir de pièces détachées (CKD) entre 1962 et 1964 puis production à partir de 1965 dans l’usine de Berazategui, près de Buenos Aires. La production se monte à 162 583 exemplaires toutes versions confondues entre 1965 et 1980 dont 128 774 berlines essence et 22 958 berlines Diesel.
- Peugeot 404 Cabriolet et de la Peugeot 404 Coupé :
  - En Italie chez Pininfarina à Turin sur la base du soubassement et du caisson moteur emboutis à Sochaux, retour à Sochaux pour l’installation de la mécanique.
- Peugeot 404 break :
  - En France, à Sochaux puis Mulhouse pour l'ensemble CKD. Assemblage à partir de pièces détachées (CKD) en Belgique, Irlande, Portugal, Kenya, Nigeria, Madagascar, Rhodésie, Afrique du Sud, Chili, Uruguay, Pérou, Argentine (357 unités entre 1963 et 1965), Australie, Nouvelle-Zélande, Malaisie
- Peugeot 404 Camionnette :
  - En France, à Sochaux puis Mulhouse (ensembles CKD) et enfin Creil chez Chausson pour les derniers ensembles CKD de pick-up ; Berazategui, près de Buenos Aires en Argentine entre 1973 et 1983. Assemblage à partir de pièces détachées (CKD) à Kenya, Nigeria, Madagascar, Rhodésie et Afrique du Sud.

### Chiffres de production

#### Par carrosserie
| Carrosserie | Nombre d’exemplaires |
| ----------- | -------------------- |
| Berline     | 1 672 395            |
| Familiale   | 160 246              |
| Break       | 233 486              |
| Coupé       | 6 837                |
| Cabriolet   | 10 387               |
| Camionnette | 802 023              |
| TOTAL       | 2 885 374            |

Au total et toute carrosserie confondue, la Peugeot 404 a été produite en 2 885 374 exemplaires. Il semble que ce chiffre n'inclue pas les berlines et les pick-up produits en Argentine.

#### Par année pour la 404 berline
Classement pour la France et les petites collections pour l'étranger (hors Argentine).
| Année | Nombre d'exemplaires |
| ----- | -------------------- |
| 1960  | 42 558               |
| 1961  | 115 041              |
| 1962  | 138 155              |
| 1963  | 156 766              |
| 1964  | 161 904              |
| 1965  | 151 112              |
| 1966  | 160 244              |
| 1967  | 165 876              |
| 1968  | 127 923              |
| 1969  | 85 814               |
| 1970  | 65 858               |
| 1971  | 59 942               |
| 1972  | 65 222               |
| 1973  | 54 526               |
| 1974  | 54 616               |
| 1975  | 22 568               |
| 1976  | 17 328               |
| 1977  | 18 672               |
| 1978  | 8 270                |
| TOTAL | 1 672 395            |

#### Par année pour la Peugeot 404 cabriolet
| Année | Nombre d’exemplaires |
| ----- | -------------------- |
| 1962  | 1 667                |
| 1963  | 1 588                |
| 1964  | 1 609                |
| 1965  | 1 796                |
| 1966  | 1 448                |
| 1967  | 1 395                |
| 1968  | 885                  |
| TOTAL | 10 388               |

Suivant les sources, il est aussi mentionné 10 387 ou 10 389 exemplaires.

#### Par année pour la Peugeot 404 coupé
| Année | Nombre d’exemplaires |
| ----- | -------------------- |
| 1962  | 5                    |
| 1963  | 609                  |
| 1964  | 1 512                |
| 1965  | 1 095                |
| 1966  | 1 487                |
| 1967  | 1 358                |
| 1968  | 771                  |
| TOTAL | 6 837                |

Suivant les sources, il est aussi mentionné 6 834 ou 6 841 exemplaires.

#### Par année pour la Peugeot 404 break
Classement pour la France et les petites collections à l'étranger.
| Année | Nombre d'exemplaires |
| ----- | -------------------- |
| 1962  | 10 270               |
| 1963  | 44 144               |
| 1964  | 38 070               |
| 1965  | 36 081               |
| 1966  | 38 338               |
| 1967  | 40 003               |
| 1968  | 36 901               |
| 1969  | 33 435               |
| 1970  | 39 471               |
| 1971  | 27 892               |
| 1972  | 17 811               |
| 1973  | 17 961               |
| 1974  | 12 415               |
| 1975  | 940                  |
| TOTAL | 393 732              |

#### Par année pour la Peugeot 404 Camionnette
Classement pour la France et les petites collections pour l'étranger (hors Argentine).
| Année | Nombre d’exemplaires |
| ----- | -------------------- |
| 1967  | 11 182               |
| 1968  | 23 222               |
| 1969  | 22 672               |
| 1970  | 27 908               |
| 1971  | 34 784               |
| 1972  | 34 368               |
| 1973  | 40 143               |
| 1974  | 54 630               |
| 1975  | 49 660               |
| 1976  | 61 751               |
| 1977  | 63 281               |
| 1978  | 79 533               |
| 1979  | 63 593               |
| 1980  | 54 718               |
| 1981  | 44 437               |
| 1982  | 32 975               |
| 1983  | 30 841               |
| 1984  | 29 866               |
| 1985  | 20 176               |
| 1986  | 13 693               |
| 1987  | 4 332                |
| 1988  | 1 257                |
| TOTAL | 799 022              |

La somme de la production par année ne correspond pas au total mentionné de 802 023 Peugeot 404 pick-up. Il y a peut-être une erreur dans le chiffre d'une année.

## Technique

### Moteur
| Code moteur | Type moteur | Cylindrée (cm3) | Puissance maxi SAE   | Puissance maxi DIN   | Couple maxi              | Vitesse maxi (berline) | Vitesse maxi (coupé/cabriolet) | Vitesse maxi (break) |
| --- | ----------- | --------------- | -------------------- | -------------------- | ------------------------ | ---------------------- | ------------------------------ | -------------------- |
| XC et XC5 (1964) | Carburateur | 1 618           | 72 ch à 5 400 tr/min | 65 ch à 5 400 tr/min | 127,5 N m à 2 250 tr/min | 142 km/h               | 148 km/h                       | 135 km/h             |
| XC5 (1965) | Carburateur | 1 618           | 76 ch à 5 500 tr/min | 70 ch à 5 500 tr/min | 130,5 N m à 2 500 tr/min | 146 km/h               | 153 km/h                       | 140 km/h             |
| XC6 | Carburateur | 1 618           | 80 ch à 5 600 tr/min | 74 ch à 5 600 tr/min | 132,4 N m à 2 500 tr/min | 150 km/h               | 157 km/h                       | 145 km/h             |
| XB2/XB5 | Carburateur | 1 468           | 66 ch à 5 000 tr/min | 60 ch à 5 000 tr/min | 111,8 N m à 2 500 tr/min | 135 km/h               | (-)                            | 130 km/h             |
| XC7 | Carburateur | 1 618           | 73 ch à 5 000 tr/min | 67 ch à 5 000 tr/min | ?                        | 145 km/h               | (-)                            | 140 km/h             |
| XD85 | Diesel      | 1 816           | 55 ch                | 48 ch                | ?                        | 125 km/h               | (-)                            | 120 km/h             |
| XD88 | Diesel      | 1 948           | 68 ch                | 61 ch                | ?                        | 140 km/h               | (-)                            | 135 km/h             |
| XC.KF/XC.KF1 | Injection   | 1 618           | 85 ch à 5 500 tr/min | 80 ch à 5 500 tr/min | 137,3 N m à 2 800 tr/min | 155 km/h               | 162 (ou 158 ?) km/h            | (-)                  |
| XC.KF2 | Injection   | 1 618           | 96 ch à 5 700 tr/min | 88 ch à 5 700 tr/min | 141,3 N m à 2 800 tr/min | 160 km/h               | 167 km/h                       | (-)                  |
| Note : À puissance égale, pour un moteur donné, la vitesse maximale des berlines à transmission automatique ("boîte ZF") est diminuée de 5 km/h. |             |                 |                      |                      |                          |                        |                                |                      |

Moteurs :

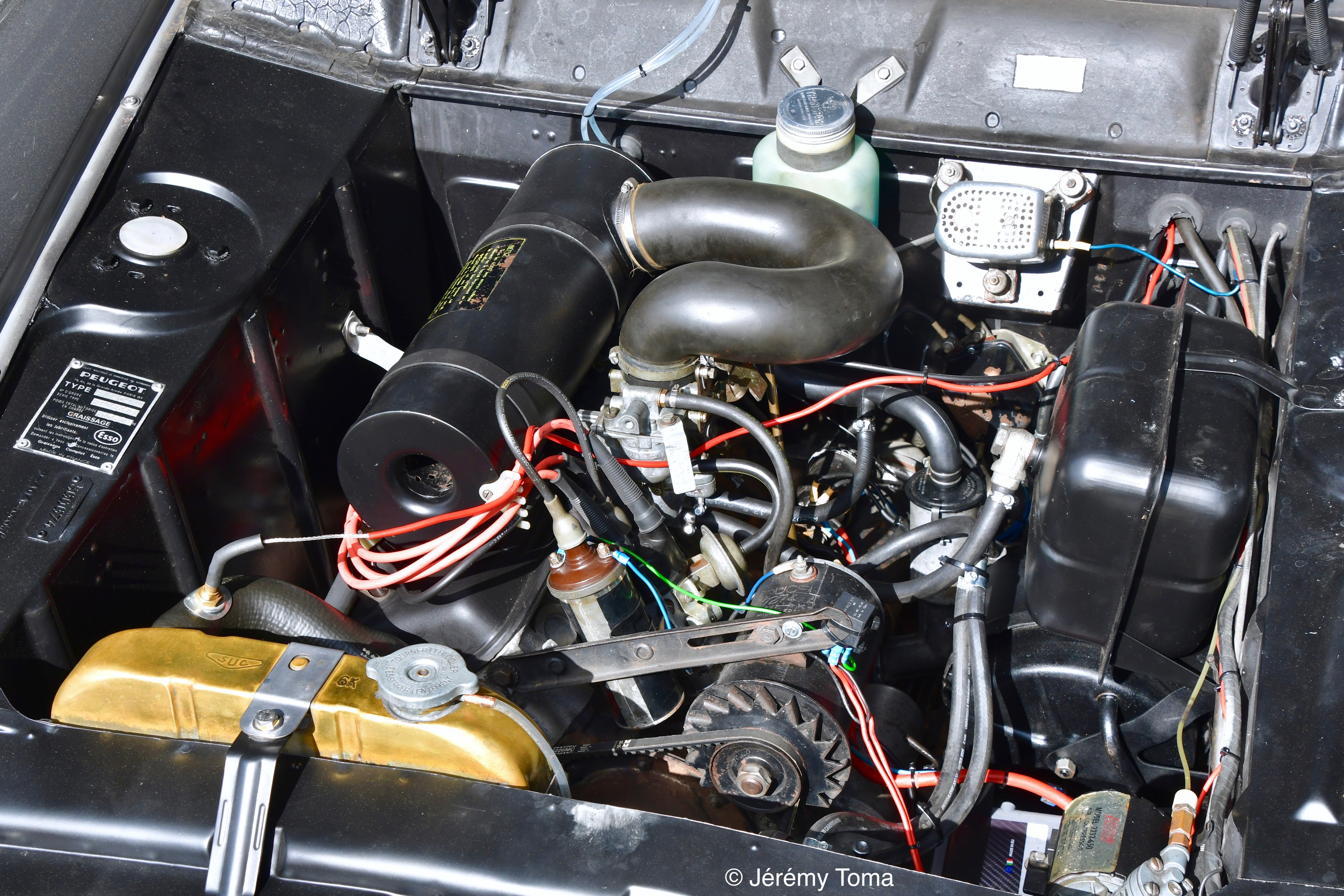
Moteur à carburateur d'une 404 berline de 1966.

- série XC de 1 618 cm3 (alésage 84 mm course 73 mm), dit super-carré (assez rare à l'époque pour des moteurs de grande série) culasse en aluminium ;
- série XB de 1 468 cm3 (alésage 80 mm course 73 mm) pour la limousine commerciale 404 U6, puis la 404-8 fabriquée en 1968 et 69 ;
- série XD (ou TMD) de 1 816 cm3 ou de 1 948 cm3 (Diesel Indenor)

Puissance fiscale : 9 CV puis 8 CV (moteurs à essence).
Type de chemise : humide et en fonte.
Alésage x course : '84 x 73 mm.
Rapport volumétrique : 7,2 à 7,4:1.
Puissances :
- modèles à carburateur moteurs XC et XC 5 (jusqu'en 1964) = 72 ch SAE (65 ch DIN) ; moteur XC 5 (1965 et 1966) = 76 ch SAE (70 ch DIN) ; moteur XC 6 (millésimes 1967 à 1969) = 80 ch SAE (74 ch DIN) ; moteur XC7 (après 1970) = 73 ch SAE (puissance diminuée pour accroître l'écart de performance avec la 504) ; moteurs XB 2 et XB 5 = 66 ch SAE (60 ch DIN) ;
- modèles Diesel moteur XD85 (familiales 404 LD) = 55 ch SAE (48 ch DIN) ; et moteur XD88 (berlines 404 Diesel, puis familiales 404 LD) = 68 ch SAE (61 ch DIN) ;

Certains de ces moteurs ont été montés sur l'utilitaire J7;
- modèles à système d'injection - pompe Kugelfischer moteur XC.KF/XC.KF 1 = 85 ch SAE (80 ch DIN à 5 500 tr/min) ; XC.KF 2 = 96 ch SAE (88 ch DIN à 5 700 tr/min)[3].

Puissance spécifique : 44,5 ch au litre.
Couple maximum : 13 msg à 2 250 tr/min.
Distribution : soupape en tête.
Vilebrequin : 3 paliers ou 5 paliers (moteur XC 5 - d'où l'appellation -  et suivants).
Refroidissement : liquide.
Lubrification : carter liquide.
Alimentation : Carburateur Solex inversé de type 32 PBICA.
Allumage : batterie/bobine.
Ordre d'allumage : 1-3-4-2.
Consommation : environ 9-10 l/100 km.
Vitesse maximale : 167 km/h (404C injection KF2).

### Transmission
Le mode de transmission se fait aux roues arrière.
L'embrayage est un monodisque à sec.
Le diamètre de l'embrayage est de 215 mm.
La boîte de vitesses est manuelle de type C3 à 4 rapports avant synchronisés ; puis, à partir du millésime 1968, boîte BA7 (grille dite Européenne) et, sur option : boîte semi-automatique (coupleur électromagnétique) Jaeger (404 J) ; puis (à partir du millésime 1964, pour les versions Super Luxe, et du millésime 1966 pour les Grand tourisme) boîte automatique (convertisseur de couple et train épicycloïdal) ZF.
Le rapport final est de 0,238.

### Châssis
Le type de carrosserie est monocoque 4 portes, 5 places, en tôle d'acier titre trois volumes.
Les suspensions avant sont à roues indépendantes avec des tubes verticaux de guidage, ressorts hélicoïdaux et amortisseurs télescopiques coaxiaux ou hydrauliques sur certains modèles (montage inédit à l'époque, dérivé du modèle MacPherson).
Les suspensions arrière sont à essieu rigide avec barre Panhard avec des ressorts hélicoïdaux et des amortisseurs télescopiques coaxiaux. Les breaks ont 2 ressorts hélicoïdaux de chaque côté du train arrière.
Initialement les freins avant et arrière sont à tambour et ne possèdent pas d'assistance de freinage. La surface de freinage totale est de 815 cm2. Assistance à partir de 1964 et freins avant à disque à partir de 1968.
La direction est à crémaillère.
Le rapport de démultiplication est de 1/20.
Le tour de volant de butée à butée est de 4 et le rayon de braquage est de 4,82 m.
Le frein à main se fait sur les roues arrière.

### Dimensions, poids et capacités
Données pour une 404 Berline de 1960 :
Longueur : 442 cm.
Largeur : 162,5 cm.
Hauteur : 145 cm.
Voie avant : 134,5 cm.
Voie arrière : 134,5 cm.
Empattement : 165 cm.
Garde au sol : 15 cm.
Poids à sec : 1 020 kg
Poids total en charge : 1 580 kg
Répartition du poids : 735 kg sur l'avant et 845 kg sur l'arrière.
Capacité d'huile : 4 litres.
Capacité de la boîte de vitesses : 1,25 litre.
Capacité en liquide de refroidissement : 7,8 litres.
Capacité du réservoir de carburant : 56 litres.
Capacité du pont arrière : 1,4 litre.

### Réglages
Avance de l'ouverture d'admission : 0º.
Retard de la fermeture d'émission : 30º 30'.
Avance de l'ouverture de l'échappement : 35º.
Retard de la fermeture de l'échappement : 4º 30'.
Le jeu à froid des soupapes : 0,10 mm (admission) et 0,25 mm (échappement).
Pincement : 2+-1 mm.
Carrossage : 0º 30' +-45'.
Angles de chasse : 2º +-1º.

## Palmarès en compétition

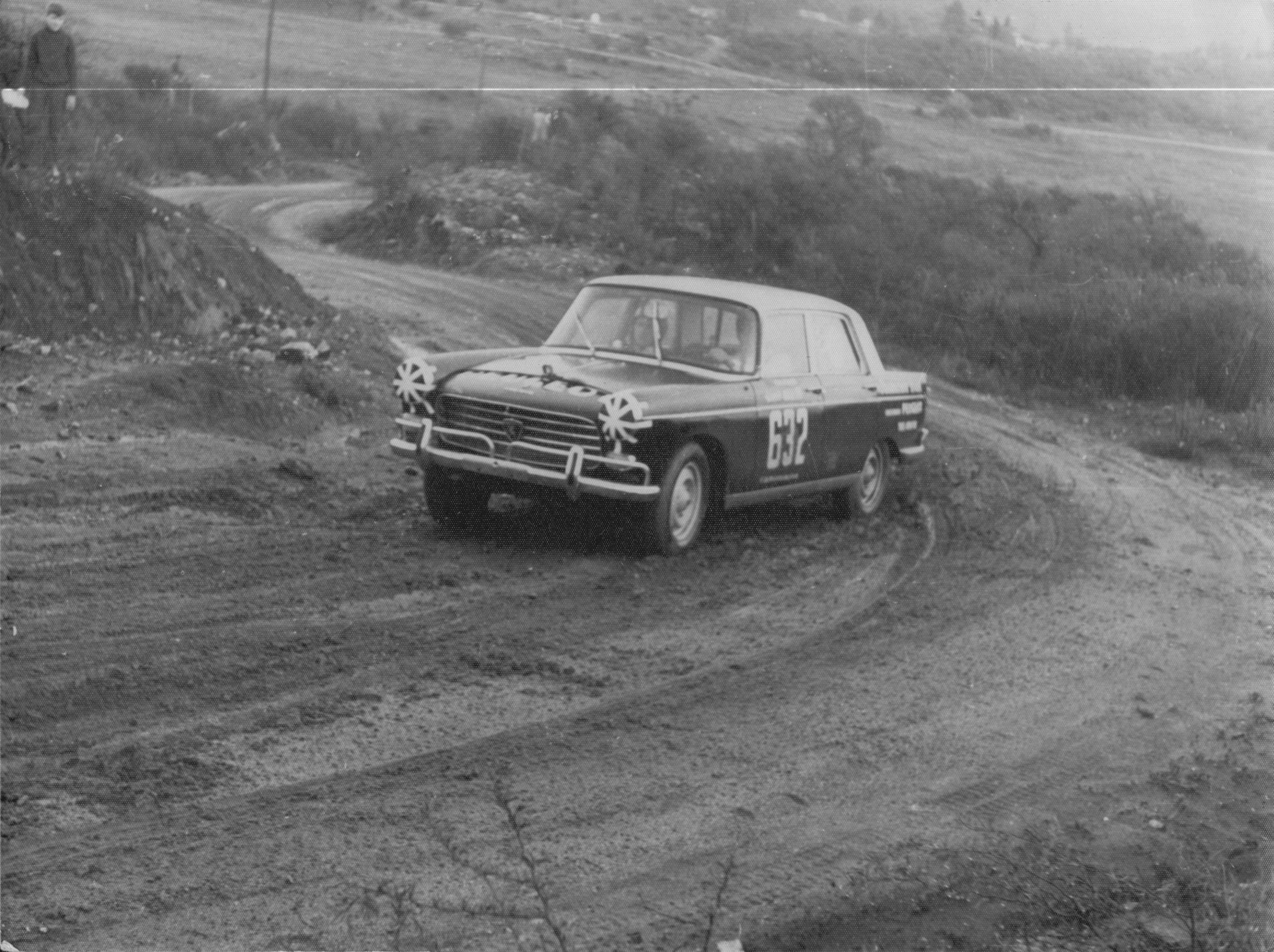
Une 404 en compétition au Gran Premio Tourismo de Buenos Aires, entre les mains de José Migliore en 1965 (4e).

- Campeonato Argentino de Turismo Nacional (es) : 1963 (classe C), 1968 (classe D) et 1969 (classe C).
- East African Safari :
  - 1963 : victoire Peugeot 404 (Nowicki-Cliff).
  - 1966 et 1967 : victoire Peugeot 404 injection (Shankland-Rothwell)[N 6].
  - 1968 : victoire Peugeot 404 injection (Nowicki-Cliff).
- Ouganda Rally :
  - 1962 et 1964 : victoire Peugeot 404.
- 1 000 Miles du Tanganyika :
  - 1964 : victoire Peugeot 404.
  - 1967 : victoire Peugeot 404 injection.
- Tour d'Argentine :
  - 1963 et 1965 : victoire Peugeot 404.

## Galerie

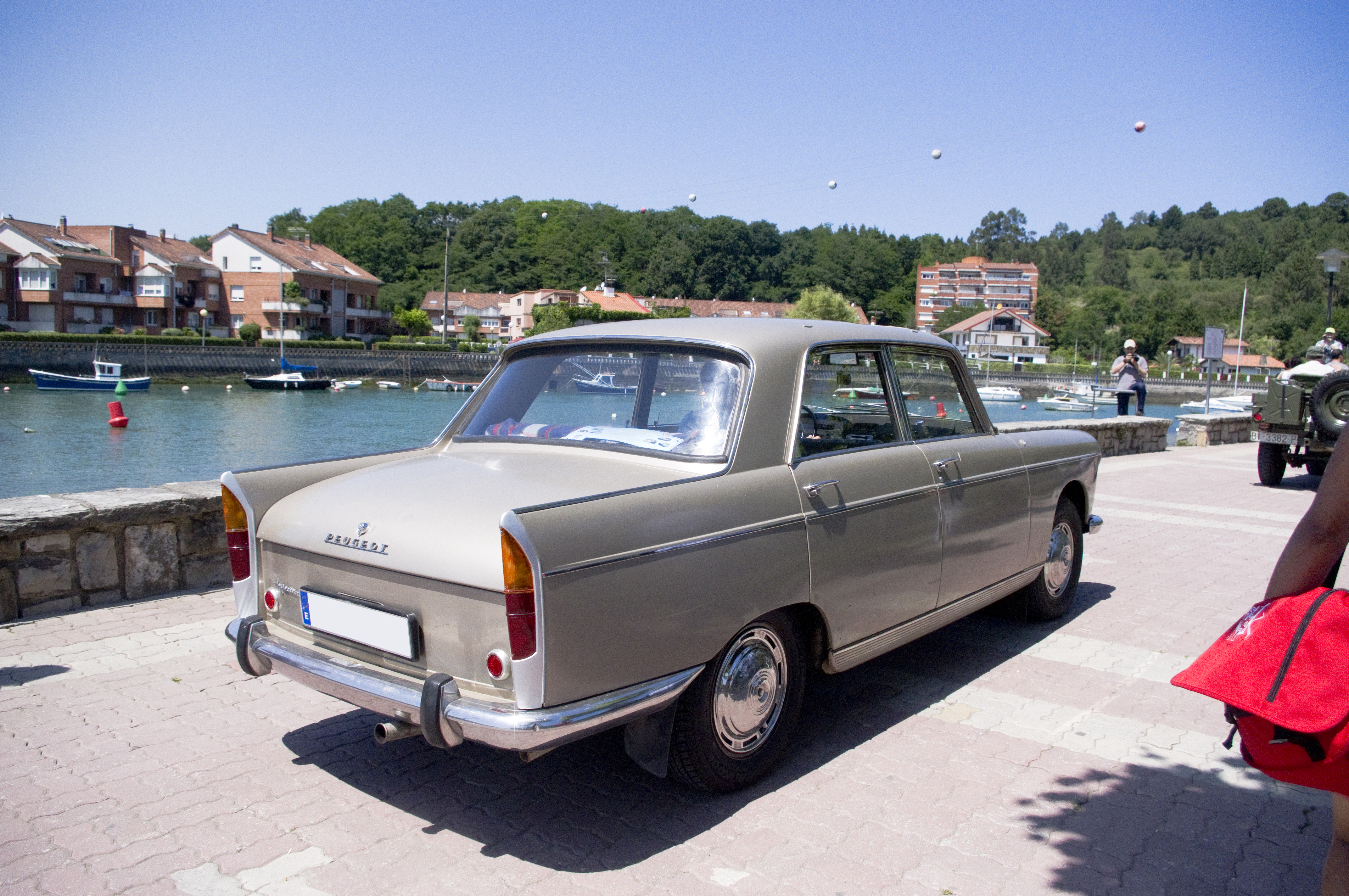
Poupe d'une Peugeot 404 berline avec son Empennage.
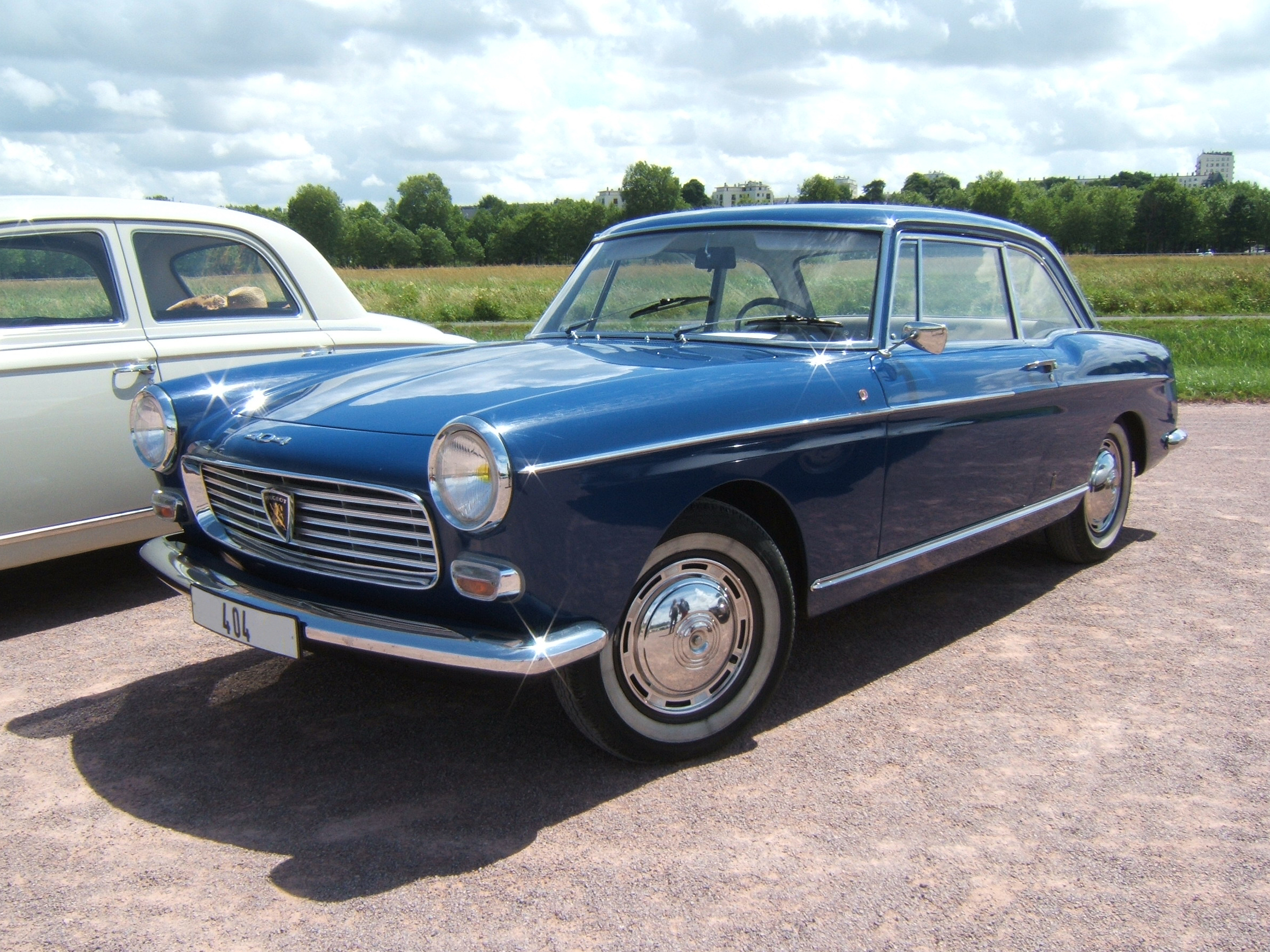
404 Coupé.
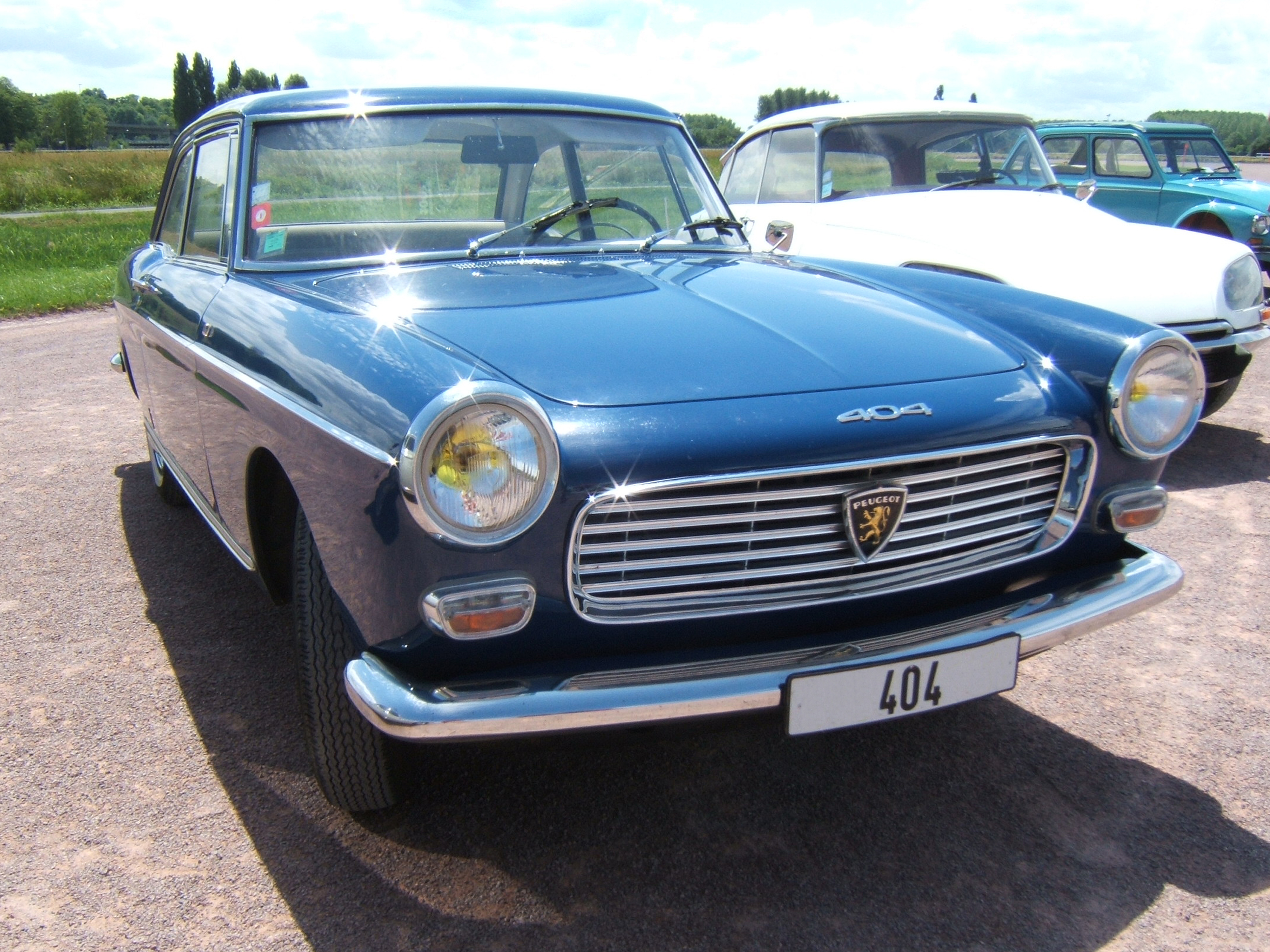
404 Coupé.
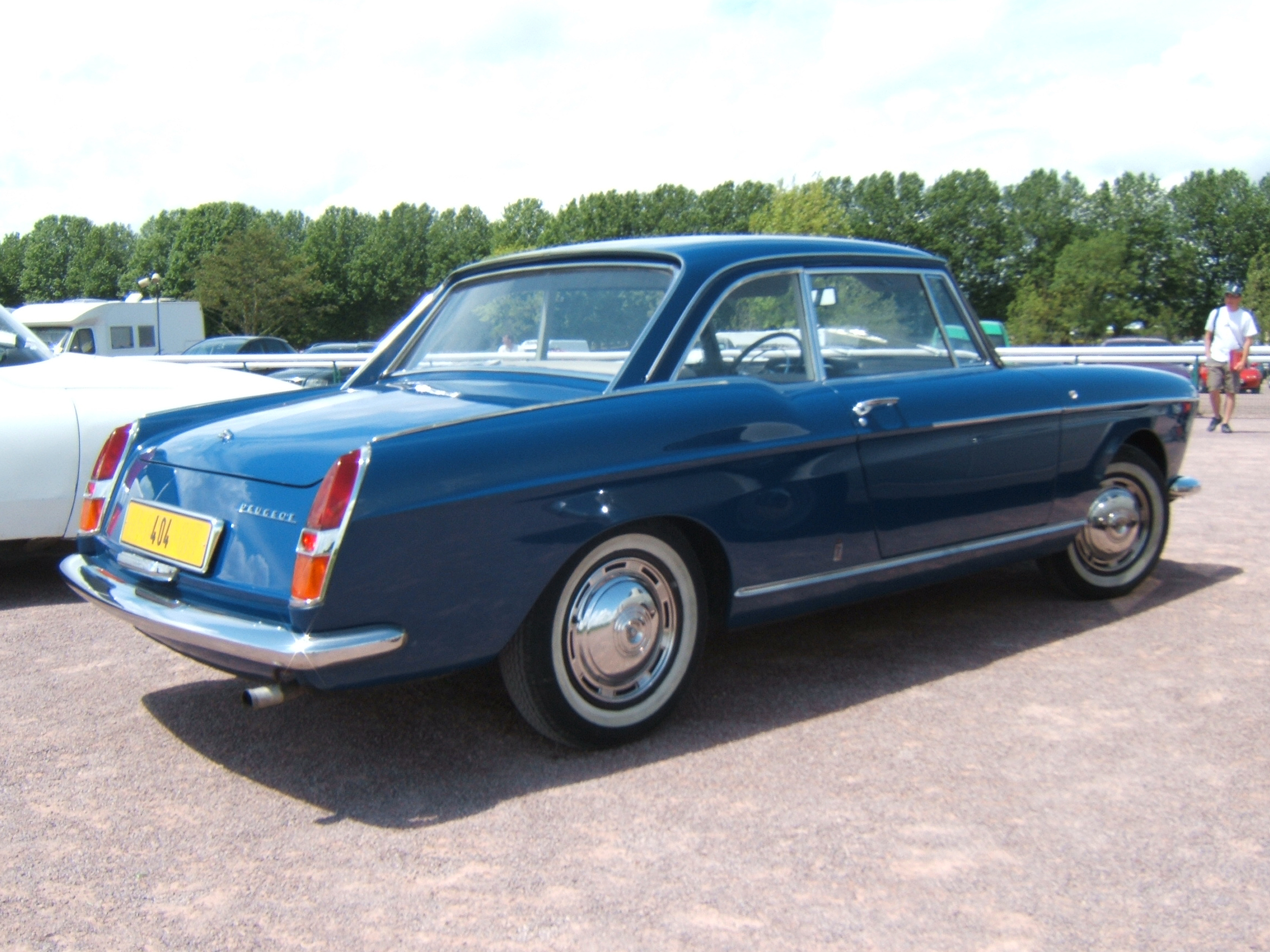
404 Coupé.
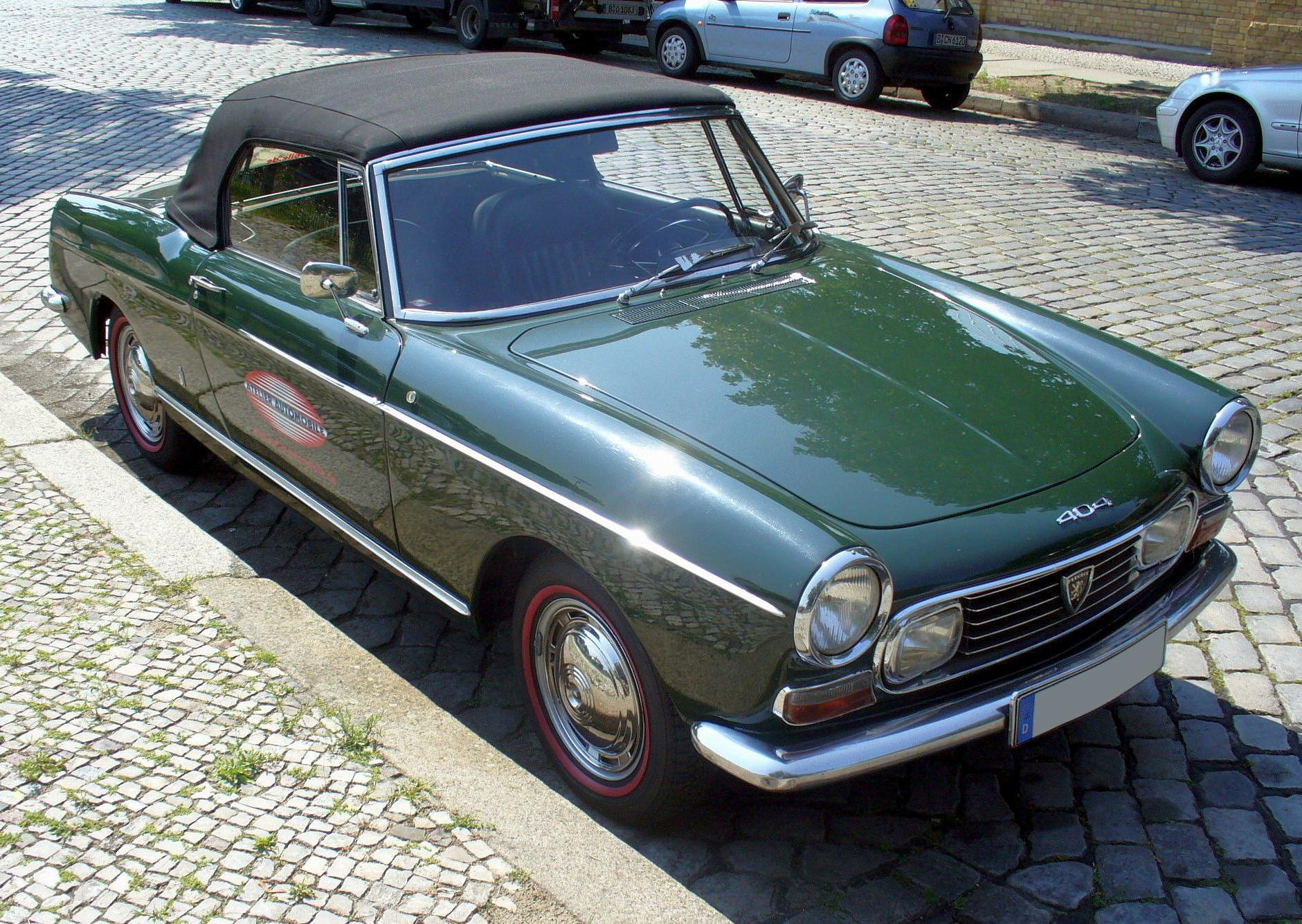
404 Cabriolet.
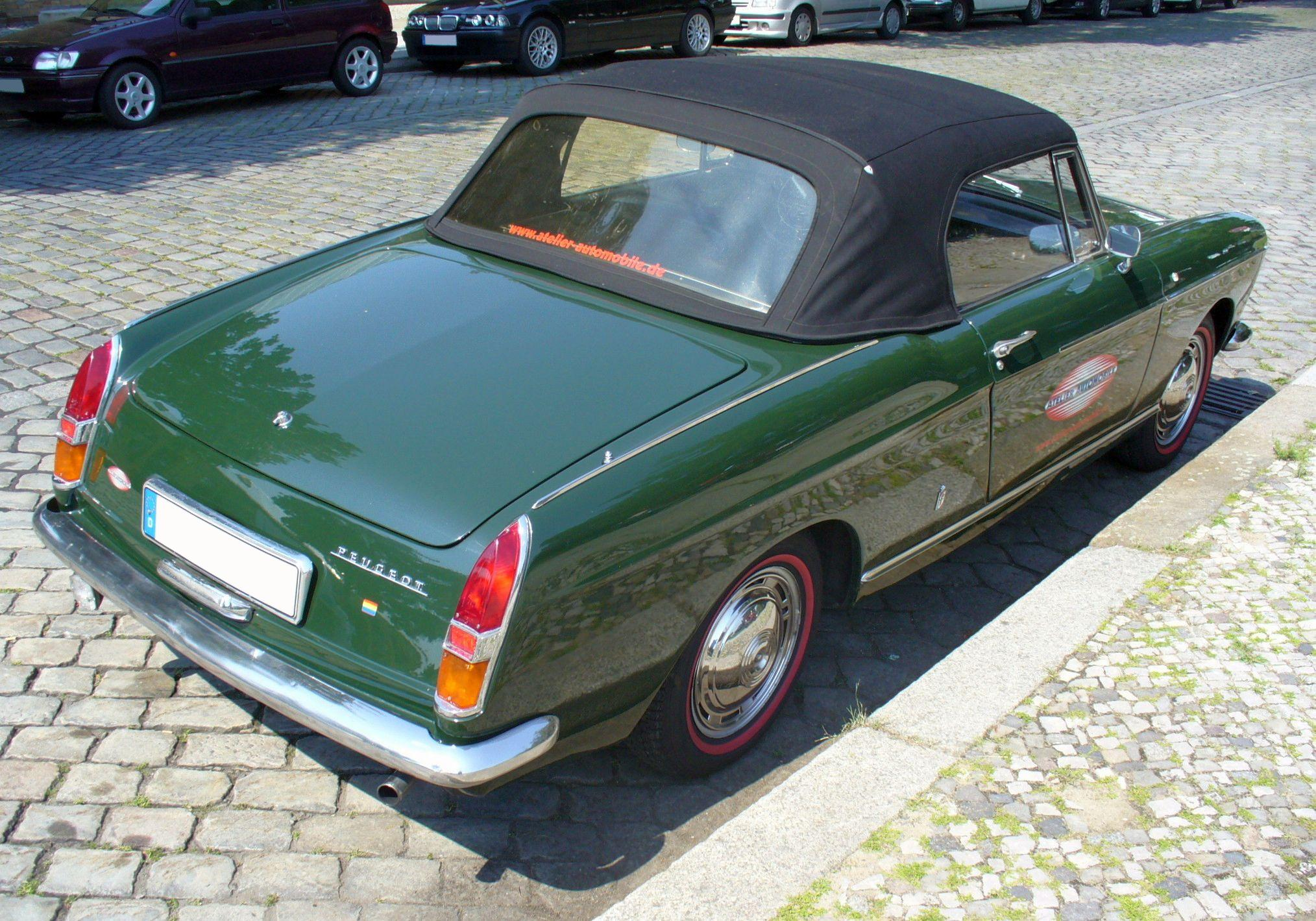
404 Cabriolet.
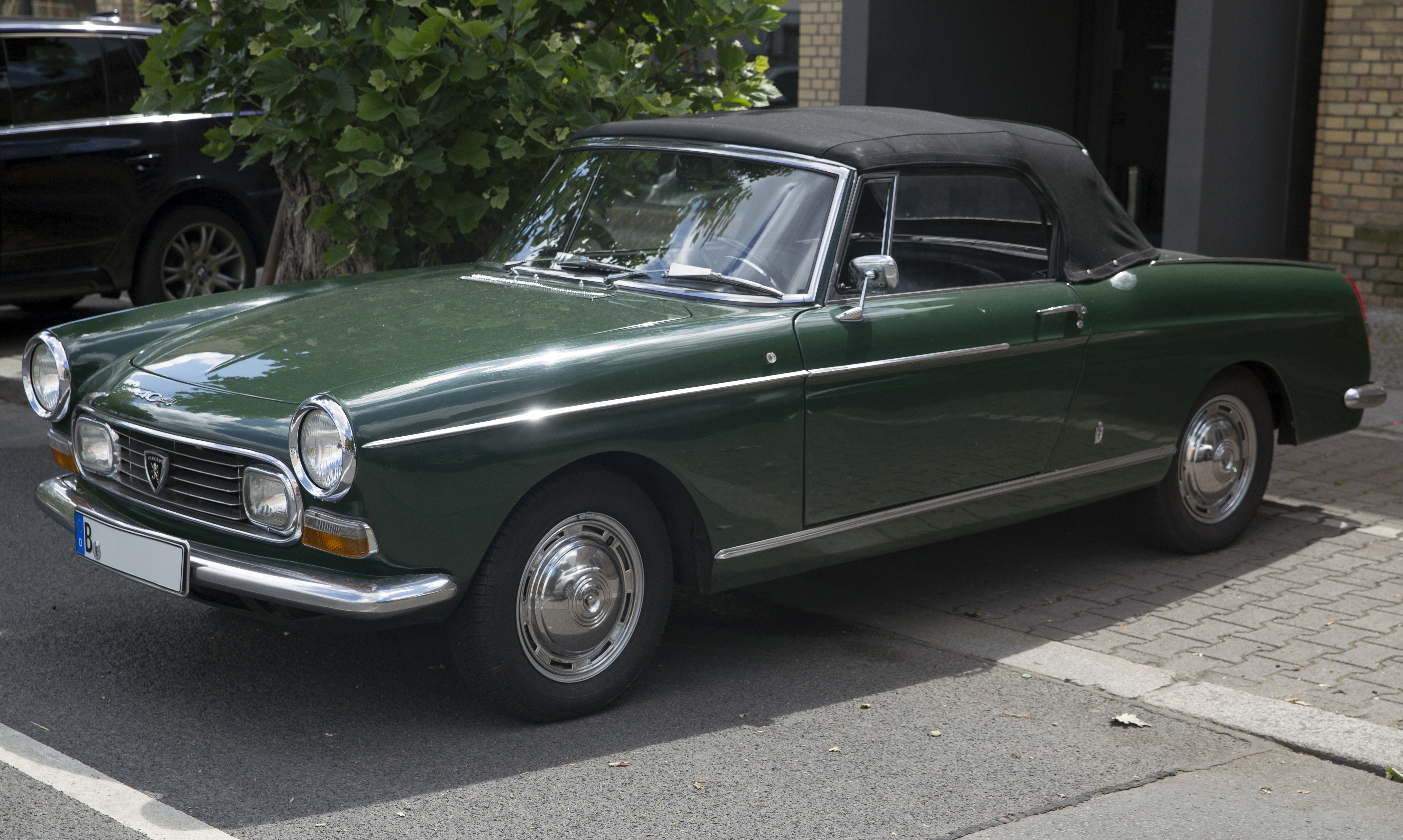
404 Cabriolet (capote fermée).
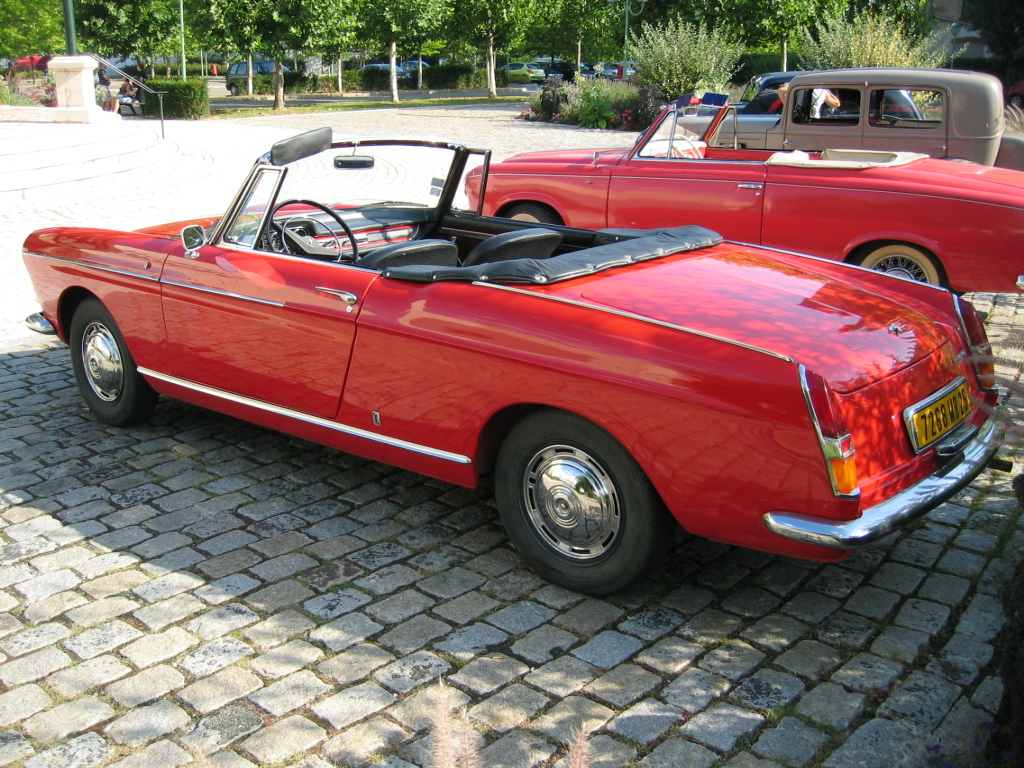
404 Cabriolet (capote ouverte).
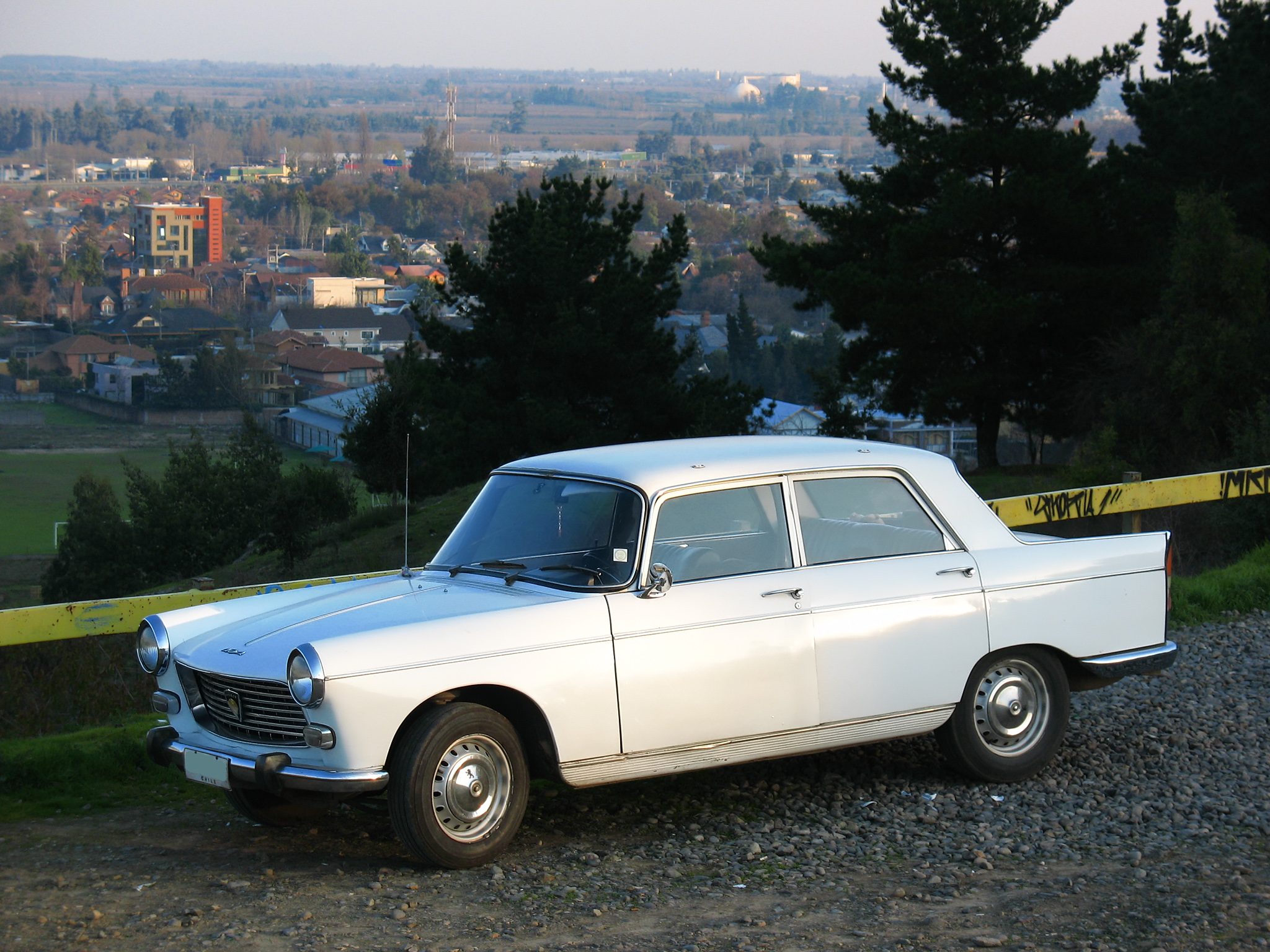
404 Berline.
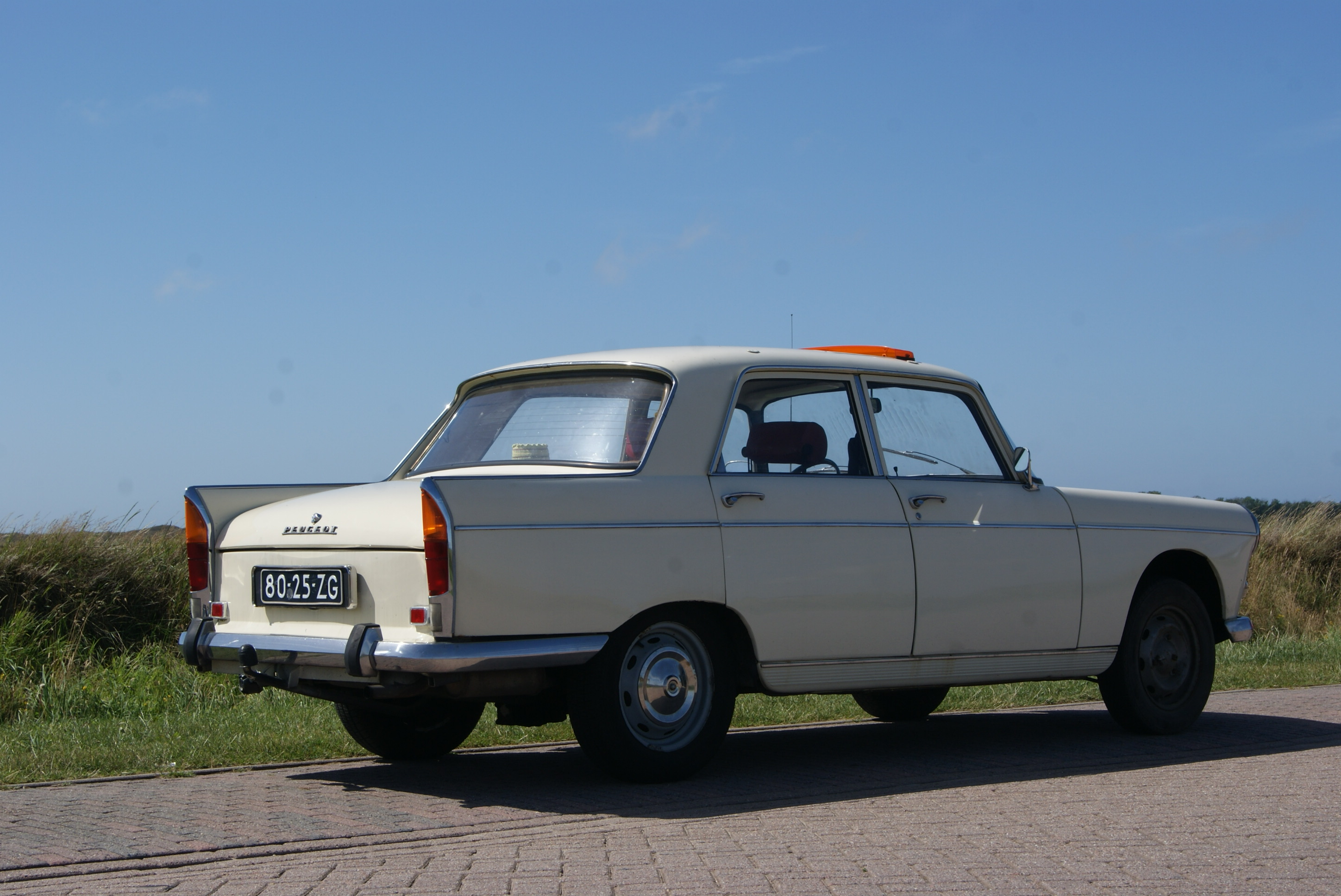
404 Berline.
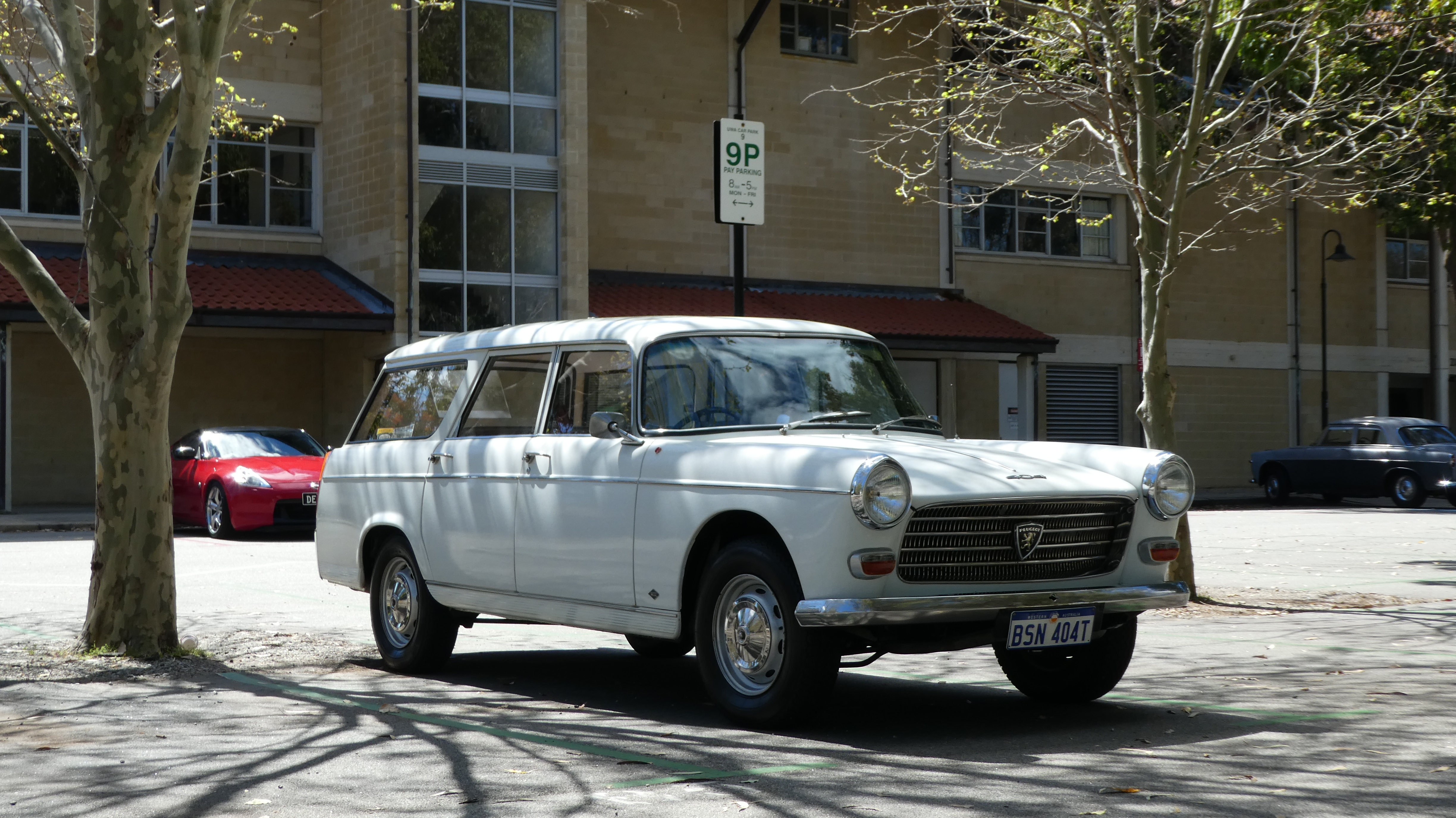
404 Break/Familiale.
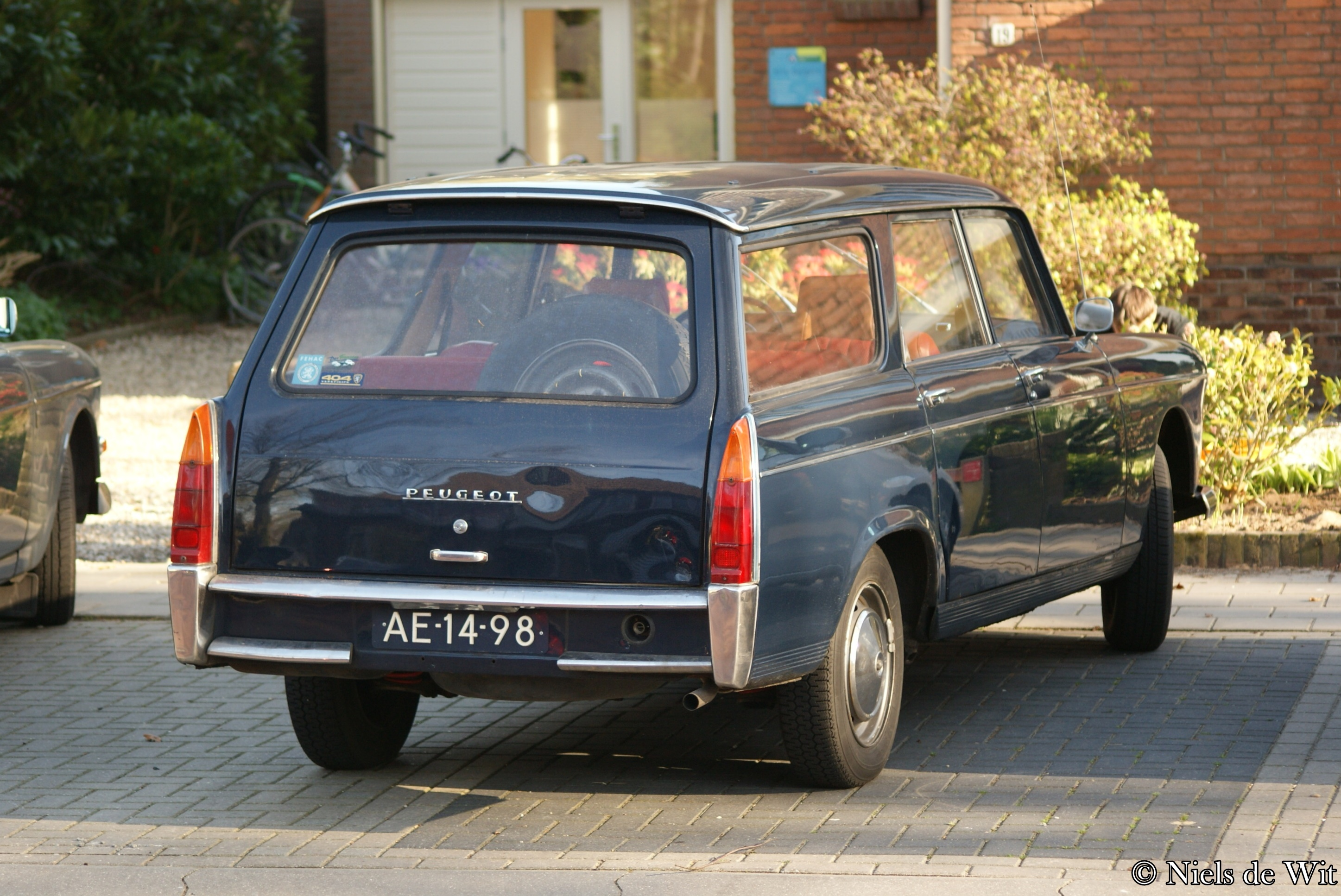
Arrière d'une 404 break.
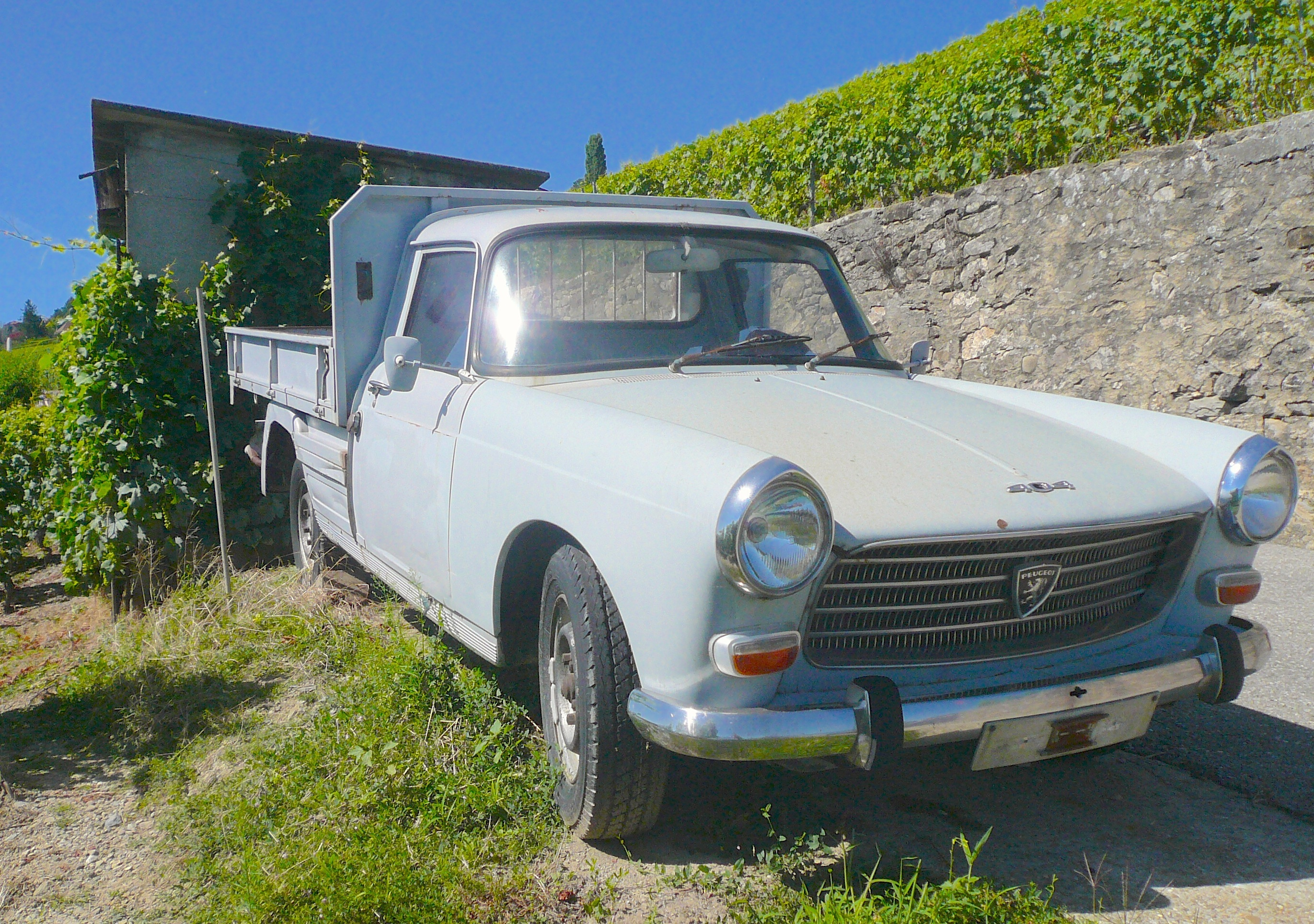
404 Pickup benne.
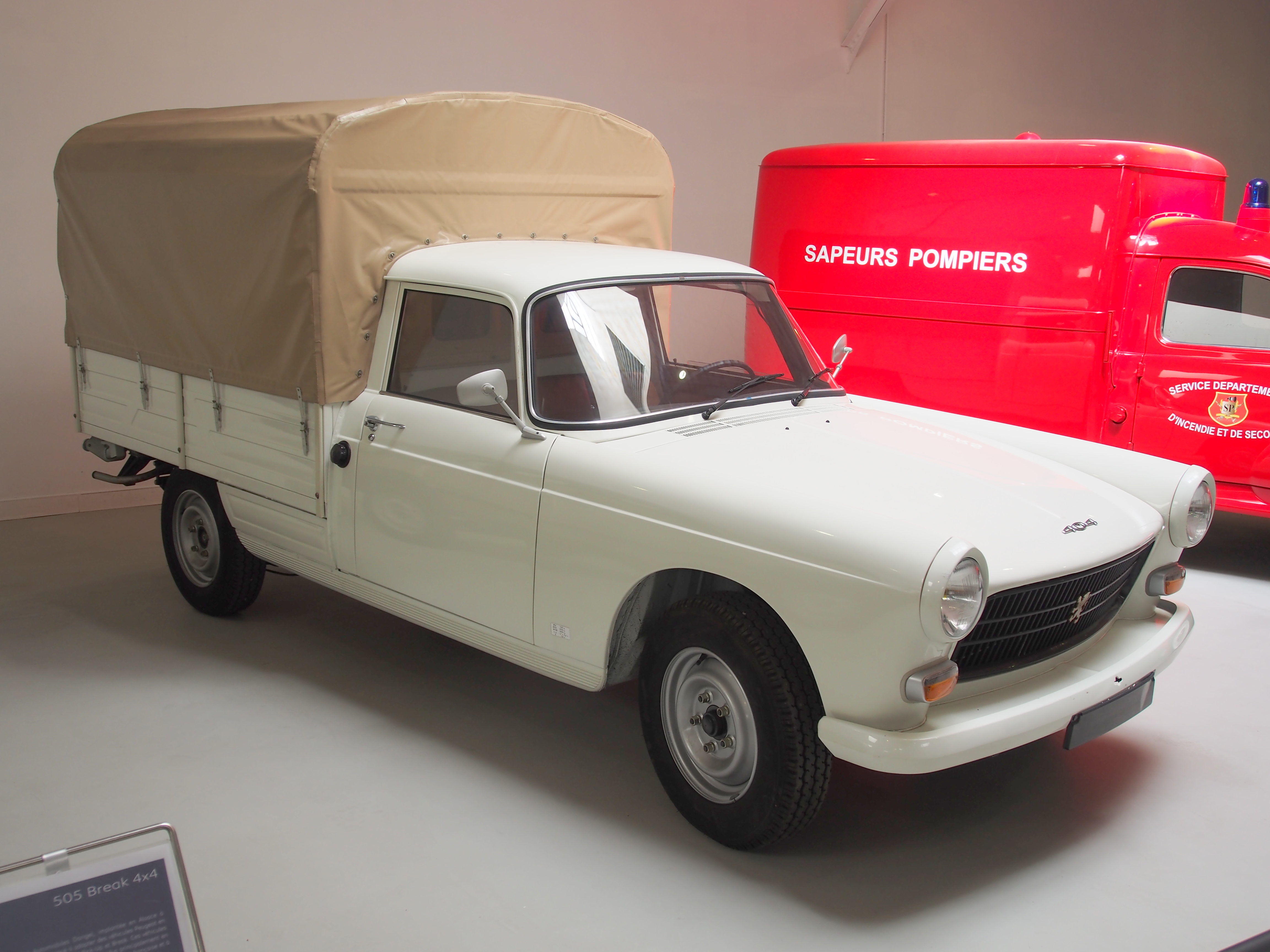
404 Pickup bâché.
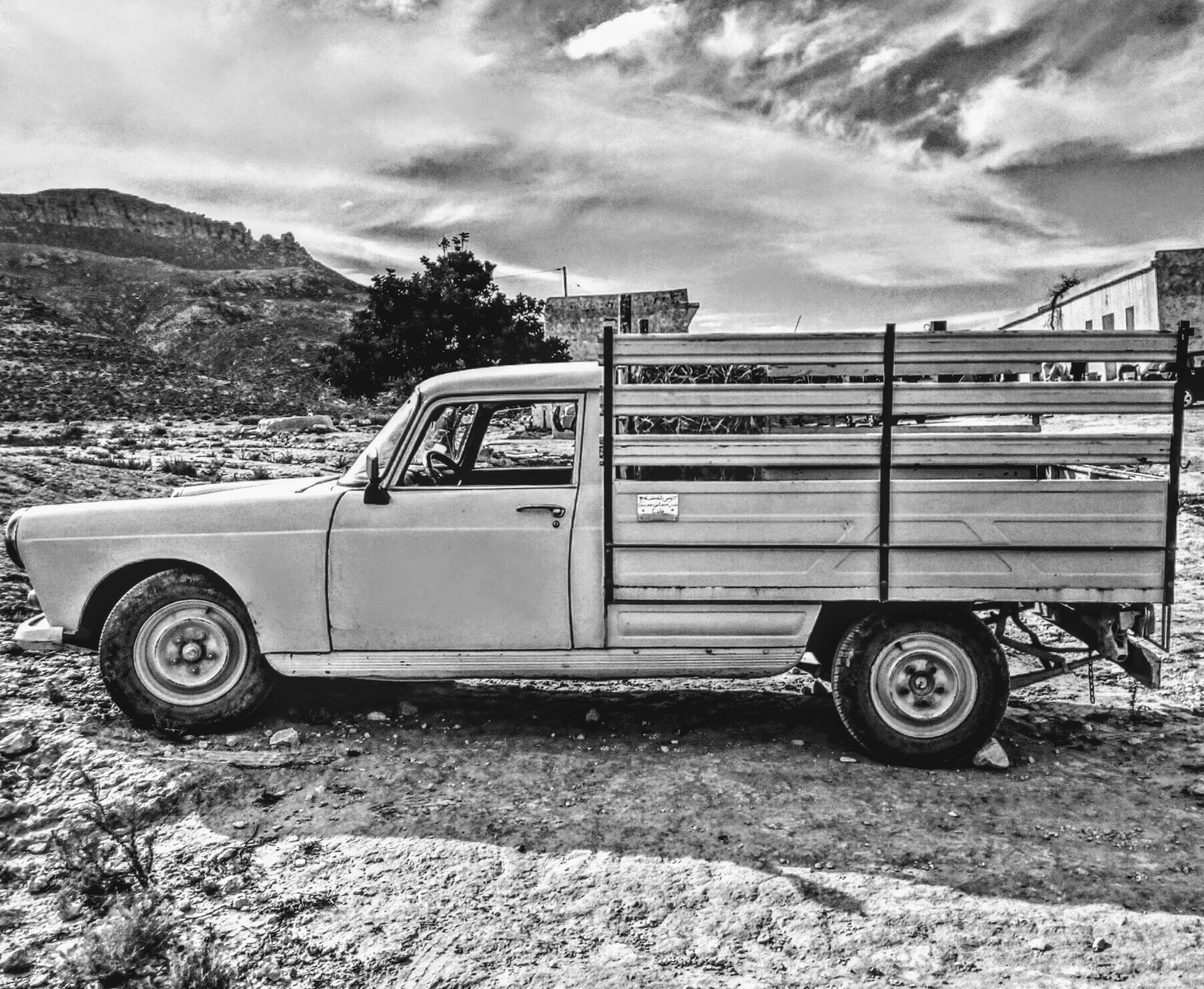
404 Pickup en Tunisie.

## Recensement 404 Berline / Break / Pick-up / Coupé / Cabriolet
Le Club 404 (France) est en train de recenser les 404 survivantes. Le 15 octobre 2024 :
- 2 617 exemplaires de la 404 Coupé/Cabriolet sont recensées - soit 15,2 % du total de 17 223 produites.
- 5 364 exemplaires de la 404 Berline/Break/Pick-up sont recensées - une toute petite partie des 2,85 millions produites.

## La 404 à l'étranger

### Argentine
Voir aussi Peugeot Argentina et Sevel Argentina

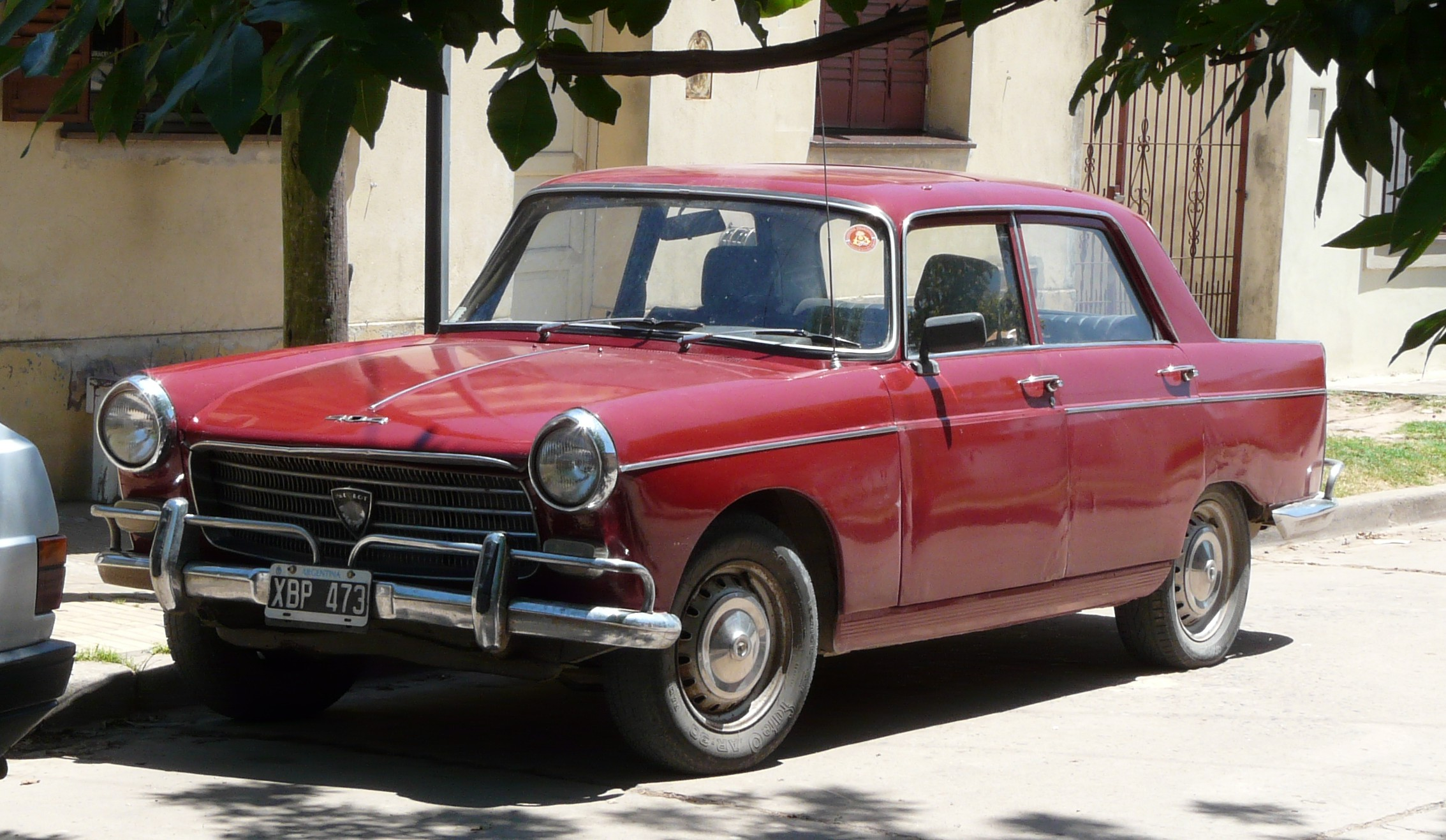
Peugeot 404 Argentina

La Peugeot 404 fut assemblée localement en CKD sur les chaînes de l'usine de Berazategui à partir de 1962. Cette année-là, 2 071 exemplaires furent produits ainsi que 6 734 Peugeot 403.
Un an plus tard, la version familiale fait son apparition mais la production est interrompue en septembre 1964 à la suite de malversations dans l'importation des composants français qui conduisent à la dissolution de la société I.A.F.A.
En 1965, la société SAFRAR reprend l'usine et obtient une licence pour la production locale et non plus l'assemblage des modèles Peugeot. En 1972, la motorisation Diesel est proposée avec le modèle 404 D.
À la suite de problèmes de réglementation juridique, la version pickup est arrêtée en 1978, sa fabrication reprendra en 1980 avec un plateau de chargement plus important. En 1980, avec l'absorption de SAFRAR par Sevel Argentina, la production de la gamme 404 est définitivement arrêtée en Argentine.

#### Chiffres de production Argentine[16]

##### Par année pour la 404 berline
| Année | Nombre d'exemplaires Essence | Nombre d'exemplaires Diesel |
| ----- | ---------------------------- | --------------------------- |
| 1962  | 2 078                        | (-)                         |
| 1963  | 2 347                        | (-)                         |
| 1964  | 721                          | (-)                         |
| 1965  | 5 847                        | (-)                         |
| 1966  | 11 013                       | (-)                         |
| 1967  | 12 504                       | (-)                         |
| 1968  | 14 817                       | (-)                         |
| 1969  | 14 347                       | (-)                         |
| 1970  | 9 015                        | (-)                         |
| 1971  | 8 978                        | 607                         |
| 1972  | 7 332                        | 741                         |
| 1973  | 9 645                        | 1 451                       |
| 1974  | 8 659                        | 2 551                       |
| 1975  | 6 019                        | 2 608                       |
| 1976  | 3 589                        | 2 975                       |
| 1977  | 3 137                        | 3 765                       |
| 1978  | 3 285                        | 3 201                       |
| 1979  | 3 625                        | 3 271                       |
| 1980  | 1 816                        | 1 788                       |
| TOTAL | 128 774                      | 22 958                      |

##### Par année pour la 404 Pick-Up
| Année | Nombre d'exemplaires Essence | Nombre d'exemplaires Diesel |
| ----- | ---------------------------- | --------------------------- |
| 1973  | 1 332                        | 750                         |
| 1974  | 584                          | (-)                         |
| 1975  | 985                          | (-)                         |
| 1976  | 891                          | (-)                         |
| 1977  | 1 154                        | (-)                         |
| 1978  | 880                          | (-)                         |
| 1979  | 906                          | (-)                         |
| 1980  | 516                          | 1 591                       |
| 1981  | (-)                          | 905                         |
| TOTAL | 7 248                        | 3 246                       |

### Ethiopie

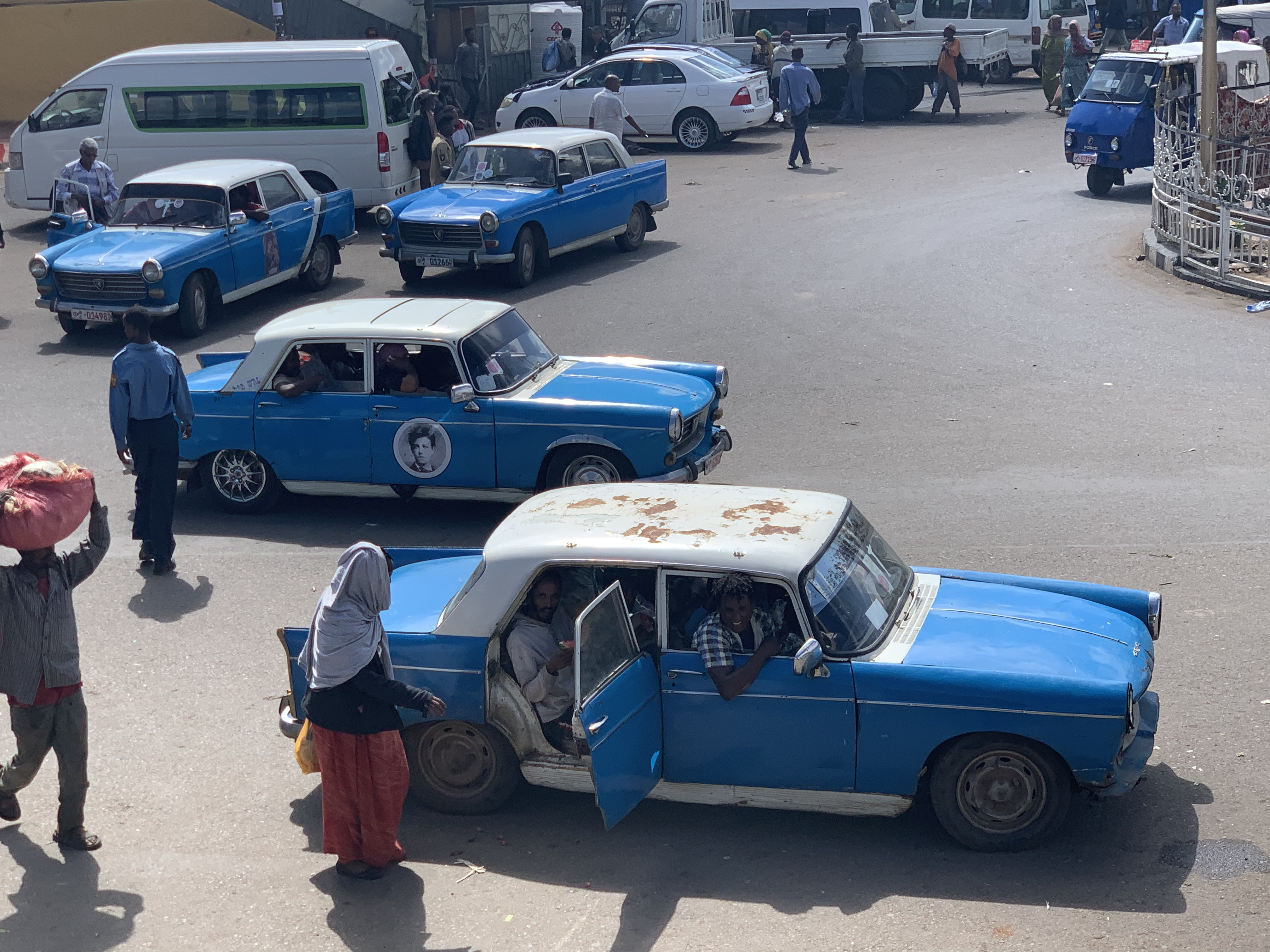
Peugeot 404 à Harar.

La 404 est encore très présente en Ethiopie. Du fait de sa robustesse, de nombreux taxis l'utilisent encore.

## Anecdotes
- À la fin du XIXe siècle et le début du XXe siècle, de nombreuses familles pauvres venant du protectorat français du Tonkin (les Chân Đăng) émigrent sur les îles françaises de Nouvelle-Calédonie. Après la guerre d'Indochine et la victoire Vietnamienne, les Chân Đăng retournent en Indochine, en nouvelle République démocratique du Viêt Nam (Nord Viêt Nam), le 8 mars 1964, en ramenant avec eux onze Peugeot 404 afin de les offrir au président vietnamien Hô Chi Minh. Neuf de ces 404 ont été distribuées à certains membres du gouvernement et les deux dernières restèrent aux mains d'Hô Chi Minh[18]. La première, une berline blanche, à présent exposée à la maison du Dragon à Hô Chi Minh-Ville[19], était alors peu utilisée par Hô Chi Minh qui préférait rouler en Pobeda. Cependant, dès 1967, après un accident cérébral qui affaiblit ses jambes, Hô Chi Minh utilisa principalement la 404 en raison de son châssis bas plus pratique pour entrer et sortir de la voiture[20]. La deuxième, une berline grise exposée au Palais présidentiel à Hanoï, n'a roulé que 16 575 km[21],[22].
- Le 11 février 1975, le président Malgache Richard Ratsimandrava est abattu par balles dans sa Peugeot 404 berline noire par un commando formé d'éléments du Groupe mobile de police. Elle est actuellement exposée au Musée de la gendarmerie à Moramanga[23].
- En 2013, pour le film L'Écume des jours de Michel Gondry, plusieurs voitures imaginaires ont été conçues dont une 404 limousine à la carrosserie transparente nommée LimoVian. En réalité, il s'agit d'une Cadillac Fleetwood Brougham datant des années 1980, transformée par Peugeot, avec des éléments de la 404 (calandre, optiques avant et arrière, etc.) mais aussi de la 208[24],[25].

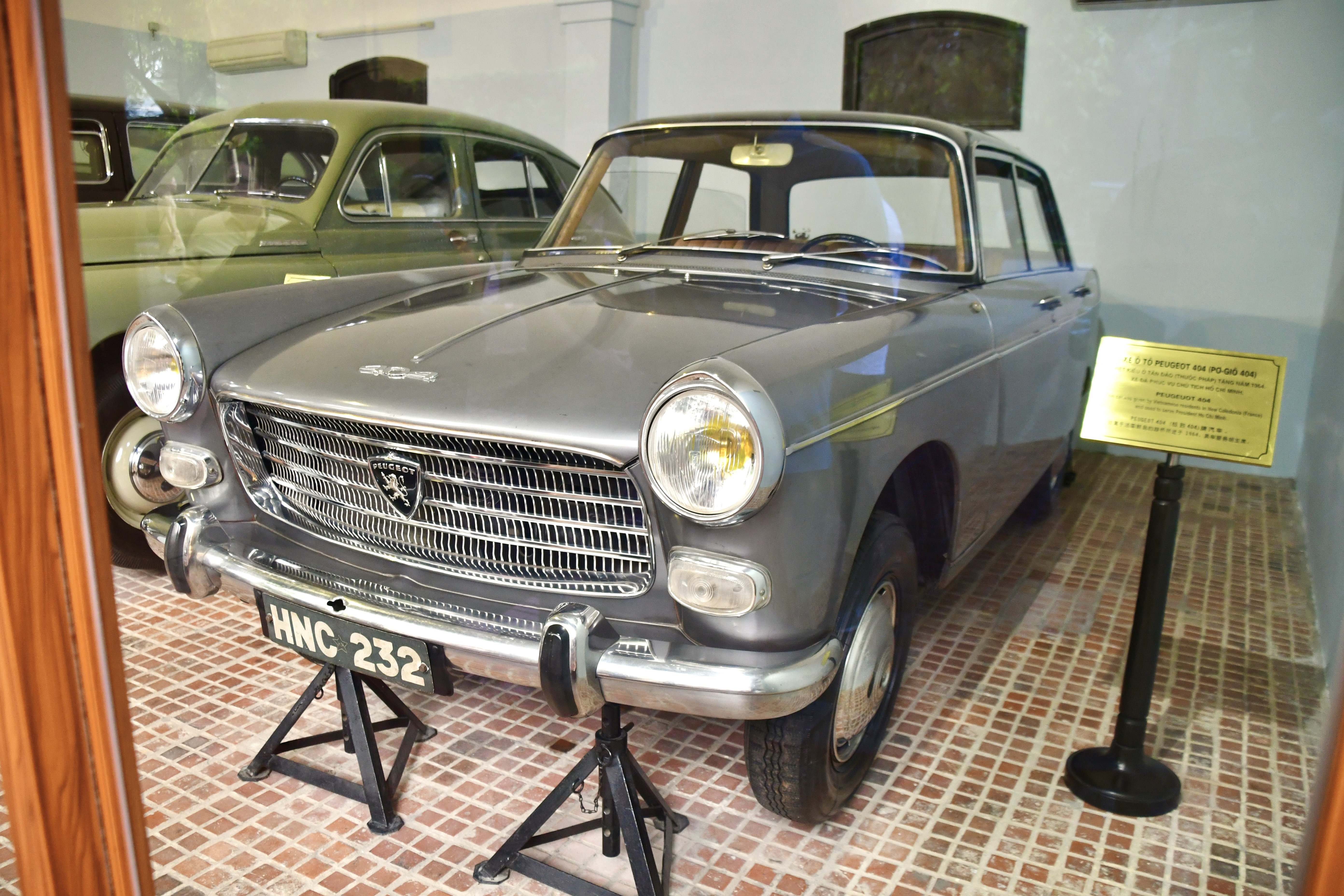
La 404 berline grise d'Hô Chi Minh exposé au Palais présidentiel à Hanoï.
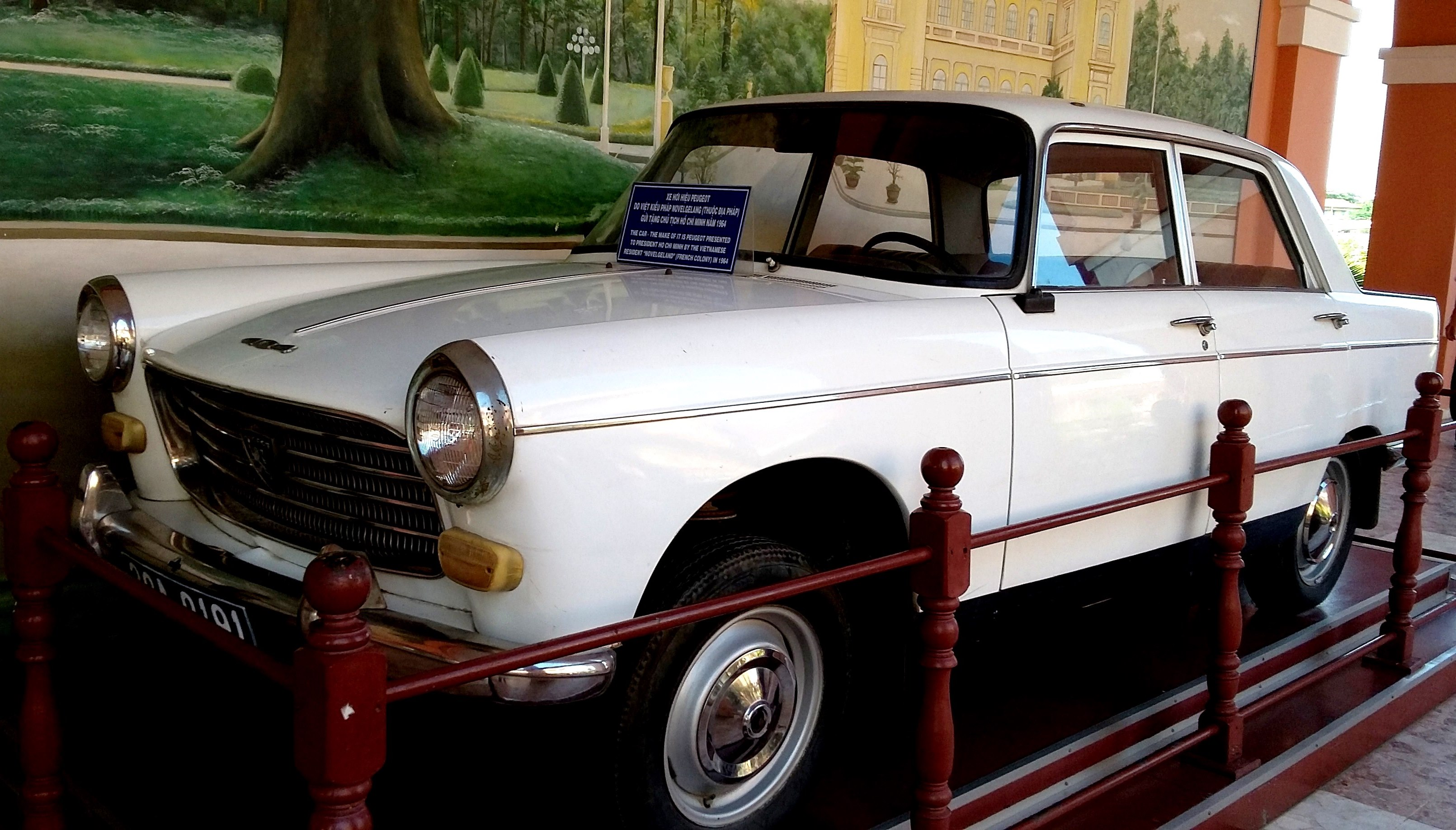
La 404 berline blanche d'Hô Chi Minh exposé à la maison du Dragon à Hô Chi Minh-Ville.
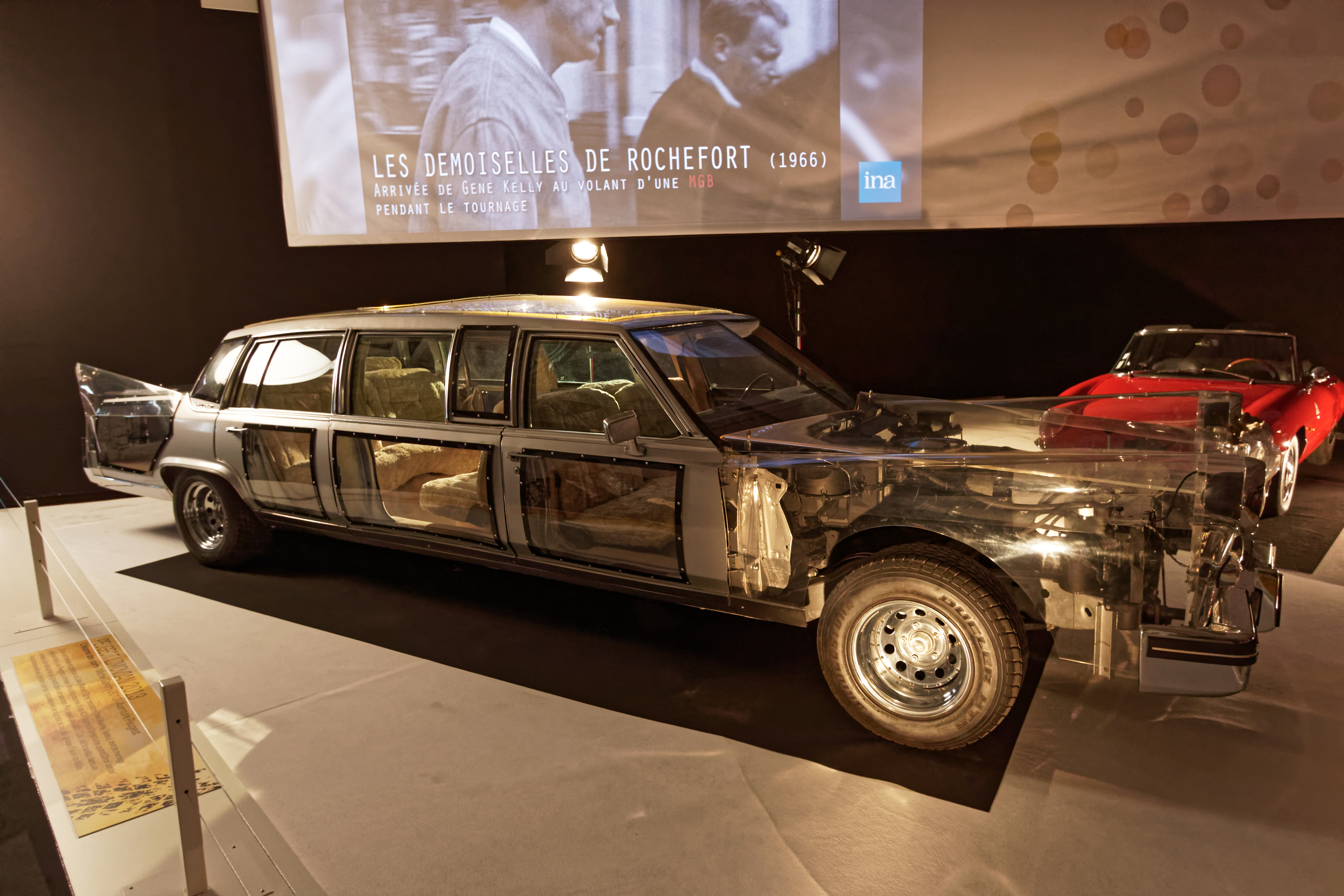
La LimoVian du film L'Écume des jours.